# Entrada dos Estados Unidos na Primeira Guerra Mundial

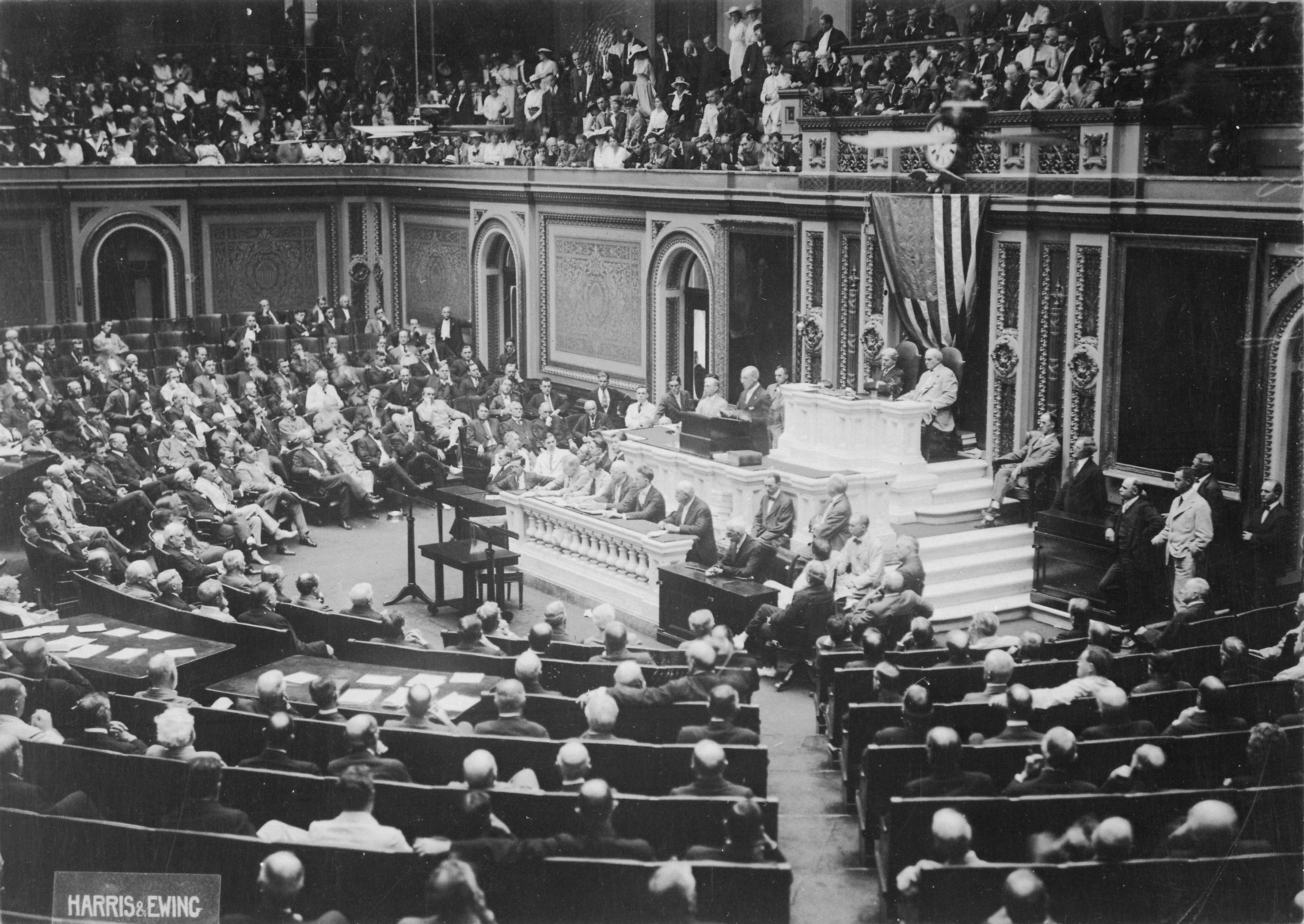
O presidente Woodrow Wilson anuncia o rompimento das relações oficiais com o Império Alemão em um discurso de 3 de fevereiro de 1917 ao Congresso dos Estados Unidos.

Os Estados Unidos entraram na Primeira Guerra Mundial em abril de 1917, mais de dois anos e meio após o início da guerra na Europa.
Com exceção de um elemento anglófilo que incentivava o apoio inicial aos britânicos e de um elemento antisarista que simpatizava com a guerra da Alemanha contra a Rússia, a opinião pública estadunidense geralmente refletia o desejo de ficar fora da guerra. O sentimento de neutralidade era particularmente forte entre os estadunidenses-irlandeses, alemães e escandinavos, bem como entre os líderes da igreja e as mulheres em geral. Por outro lado, mesmo antes do início da Primeira Guerra Mundial, a opinião da população era, em geral, mais negativa em relação ao Império Alemão do que em relação a qualquer outro país da Europa. Com o passar do tempo, especialmente após relatos de atrocidades alemãs na Bélgica em 1914 e após o naufrágio do navio de passageiros RMS Lusitania em 1915, os norte-americanos passaram a ver a Alemanha como o agressor na Europa.
Enquanto o país estava em paz, os bancos norte-americanos fizeram grandes empréstimos às potências da Entente, que foram usados principalmente para comprar munições, matérias-primas e alimentos do outro lado do Atlântico. Embora o presidente dos Estados Unidos, Woodrow Wilson, tenha feito poucos preparativos para uma guerra terrestre antes de 1917, ele autorizou um programa de construção naval para a marinha dos Estados Unidos. Wilson foi reeleito por uma margem pequena em 1916 em uma campanha contra a guerra.
Em 1917, com a Bélgica e o norte da França ocupados, com a Rússia passando por uma convulsão política e com as nações remanescentes da Entente com pouco crédito, a Alemanha parecia ter a vantagem na Europa. No entanto, um embargo econômico britânico e um bloqueio naval estavam causando uma grave escassez de combustível e alimentos na Alemanha. Berlim decidiu então retomar a guerra submarina sem restrições. O objetivo era interromper a cadeia de suprimentos transatlântica de outras nações para a Grã-Bretanha, embora o alto comando alemão tenha percebido que afundar navios de bandeira americana quase certamente traria os Estados Unidos para a guerra.
A Alemanha também fez uma oferta secreta para ajudar o México a recuperar os territórios perdidos na Guerra Mexicano-Americana em um telegrama codificado conhecido como Telegrama Zimmermann, que foi interceptado pela inteligência britânica. A publicação desse comunicado indignou os estadunidenses no momento em que os submarinos alemães começaram a afundar navios mercantes norte-americanos no Atlântico Norte. Wilson, então, pediu ao Congresso "a guerra para acabar com a guerra" que "tornaria o mundo seguro para a democracia", e o Congresso votou pela declaração de guerra contra a Alemanha em 6 de abril de 1917. As tropas dos EUA iniciaram grandes operações de combate na Frente Ocidental sob o comando do General John J. Pershing no verão de 1918.

## Principais questões

### Bloqueio naval
A Grã-Bretanha usou sua grande marinha para impedir que os navios de carga entrassem nos portos alemães, principalmente interceptando-os no Mar do Norte, entre as costas da Escócia e da Noruega. Os acessos marítimos mais amplos à Grã-Bretanha e à França, sua distância dos portos alemães e o tamanho significativamente menor da frota de superfície alemã tornaram efetivamente impossível para a Alemanha retribuir proporcionalmente usando métodos navais convencionais. Em vez disso, a Alemanha usou submarinos para afundar navios mercantes que se dirigiam aos portos da Entente.

#### Estratégia de bloqueio

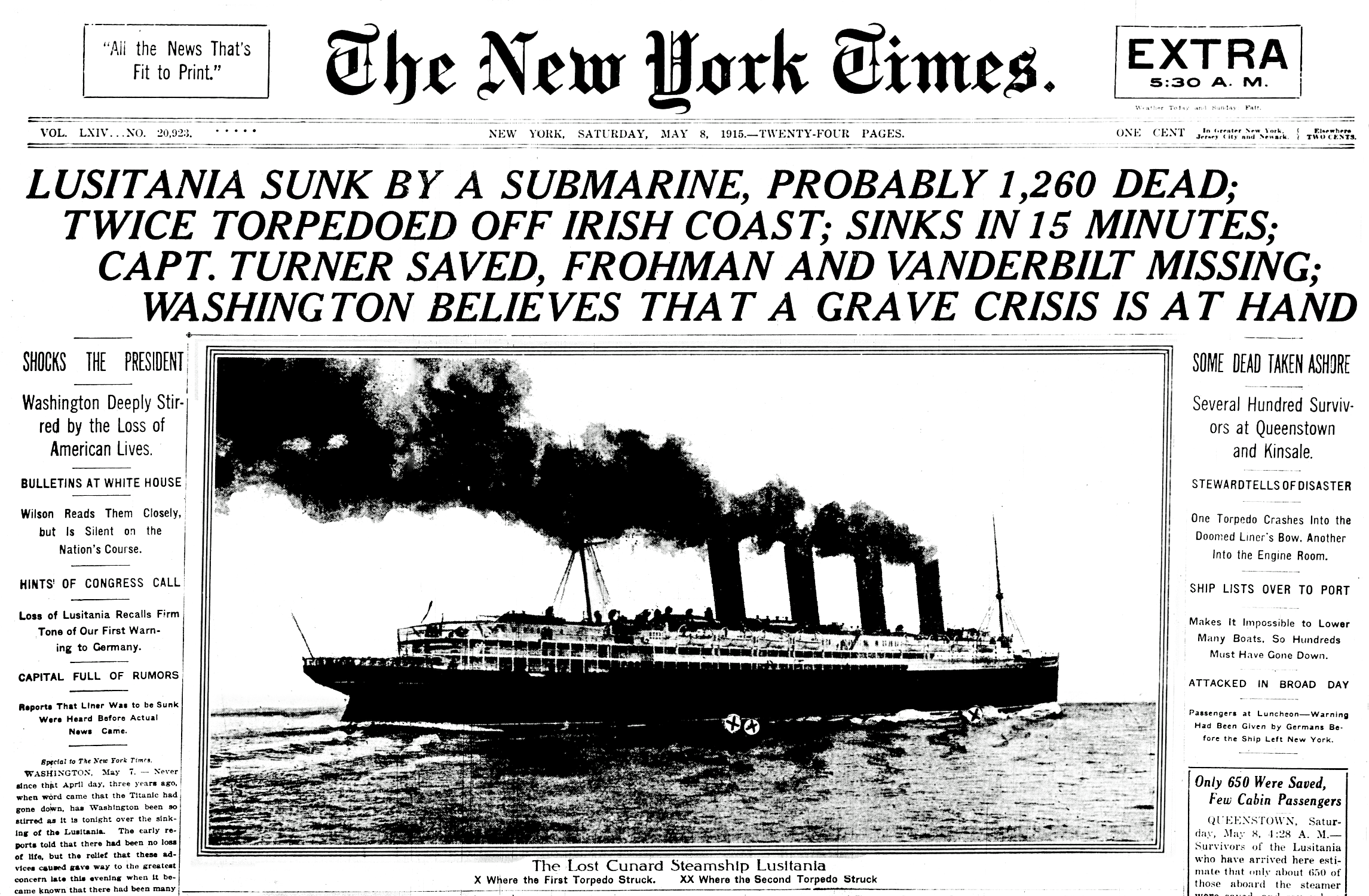
Na matéria principal de sua edição de 8 de maio de 1915, intitulada "Nation's Course in Doubt", o The New York Times abordou as sérias implicações do naufrágio do RMS Lusitania.

A Marinha Real conseguiu impedir o envio da maioria dos suprimentos de guerra e alimentos para a Alemanha. Os navios norte-americanos neutros que tentavam negociar com a Alemanha eram apreendidos ou devolvidos pela Marinha Real, que considerava esse comércio como um conflito direto com os esforços de guerra dos Aliados. O impacto do bloqueio tornou-se evidente muito lentamente porque a Alemanha e seus aliados controlavam extensas terras agrícolas e matérias-primas. Por fim, o bloqueio foi bem-sucedido porque a Alemanha e a Áustria-Hungria haviam dizimado sua produção agrícola ao levar muitos agricultores para seus exércitos. O Inverno dos Nabos de 1916-17 já mostrava uma grave escassez. Em 1918, as cidades alemãs estavam à beira de uma grande escassez de alimentos; os soldados da linha de frente recebiam rações curtas e estavam ficando sem suprimentos essenciais.
A Alemanha também considerou um bloqueio. "A Inglaterra quer nos matar de fome", disse o almirante Alfred von Tirpitz, o homem que construiu a frota alemã e que permaneceu como um importante conselheiro do Kaiser Wilhelm II. "Podemos jogar o mesmo jogo. Podemos engarrafá-la e destruir todos os navios que tentarem romper o bloqueio." Incapaz de desafiar a mais poderosa Marinha Real na superfície, Tirpitz queria assustar os navios mercantes e de passageiros a caminho da Grã-Bretanha. Ele argumentou que, como a ilha da Grã-Bretanha dependia da importação de alimentos, matérias-primas e produtos manufaturados, afugentar um número substancial de navios prejudicaria efetivamente sua capacidade de longo prazo de manter um exército na Frente Ocidental. Embora a Alemanha tivesse apenas nove U-boats de longo alcance no início da guerra, ela tinha uma ampla capacidade de estaleiro para construir as centenas necessárias. No entanto, os Estados Unidos exigiram que a Alemanha respeitasse os acordos internacionais sobre a "liberdade dos mares", que protegiam os navios americanos neutros em alto mar contra-ataques ou afundamentos por qualquer um dos beligerantes. Além disso, os americanos insistiam que causar a morte de civis norte-americanos inocentes era injustificável e motivo para uma declaração de guerra. A Marinha Real frequentemente violava os direitos neutros dos Estados Unidos ao apreender navios mercantes. O principal conselheiro de Wilson, Coronel Edward M. House, comentou que "os britânicos foram o mais longe possível na violação dos direitos de neutralidade, embora tenham feito isso da maneira mais cortês". Quando Wilson protestou contra essas violações, a Marinha Real recuou.
Os submarinos alemães torpedeavam navios sem aviso, causando o afogamento de marinheiros e passageiros. Berlim explicou que os submarinos eram tão vulneráveis que não ousavam emergir perto de navios mercantes que poderiam estar carregando armas e que eram pequenos demais para resgatar as tripulações dos submarinos. A Grã-Bretanha armou a maioria de seus navios mercantes com armas de médio calibre que poderiam afundar um submarino, tornando os ataques acima da água muito arriscados. Em fevereiro de 1915, os Estados Unidos alertaram a Alemanha sobre o uso indevido de submarinos. Em 22 de abril, a Embaixada Imperial Alemã advertiu os cidadãos americanos contra o embarque em navios para a Grã-Bretanha, que teria de enfrentar um ataque alemão. Em 7 de maio, a Alemanha torpedeou o transatlântico britânico de passageiros RMS Lusitania, afundando-o. Esse ato de agressão causou a perda de um navio de guerra e a perda de 1.199 vidas civis, incluindo 128 americanos. O afundamento de um navio de passageiros grande e desarmado, combinado com as histórias anteriores de atrocidades na Bélgica, chocou os americanos e tornou a opinião pública hostil à Alemanha, embora ainda não a ponto de entrar em guerra. Wilson emitiu uma advertência à Alemanha de que ela enfrentaria "responsabilidade rigorosa" se afundasse mais navios de passageiros neutros dos EUA. Berlim concordou, ordenando que seus submarinos evitassem navios de passageiros.
Em janeiro de 1917, no entanto, o marechal de campo Paul von Hindenburg e o general Erich Ludendorff decidiram que um bloqueio submarino irrestrito era a única maneira de obter uma vitória decisiva. Eles exigiram que o Kaiser ordenasse a retomada da guerra submarina irrestrita. A Alemanha sabia que essa decisão significava guerra com os Estados Unidos, mas apostou que poderia vencer antes que a força potencial dos Estados Unidos pudesse ser mobilizada. No entanto, eles superestimaram o número de navios que poderiam afundar e, portanto, o grau de enfraquecimento da Grã-Bretanha. Por fim, eles não previram que os comboios poderiam e seriam usados para derrotar seus esforços. Eles acreditavam que os Estados Unidos eram tão fracos militarmente que não poderiam ser um fator na Frente Ocidental por mais de um ano. O governo civil em Berlim se opôs, mas o Kaiser ficou do lado de seus militares.

### Considerações comerciais
O início da guerra na Europa coincidiu com o fim da recessão de 1913-1914 nos Estados Unidos. As exportações para as nações beligerantes aumentaram rapidamente nos primeiros quatro anos da guerra, passando de US$ 824,8 milhões em 1913 para US$ 2,25 bilhões em 1917. Os empréstimos de instituições financeiras americanas para as nações aliadas na Europa também aumentaram drasticamente no mesmo período. A atividade econômica no final desse período cresceu à medida que os recursos do governo ajudaram a produção do setor privado. Entre 1914 e 1917, a produção industrial aumentou 32% e o PNB cresceu quase 20%. As melhorias na produção industrial dos Estados Unidos perduraram durante a guerra. O acúmulo de capital que permitiu que as empresas americanas dessem suporte aos beligerantes e ao exército americano resultou em uma maior taxa de produção de longo prazo, mesmo após o fim da guerra em 1918.
O banco J.P. Morgan ofereceu assistência no financiamento da Grã-Bretanha e da França durante a guerra, desde os primeiros estágios do conflito até a entrada dos Estados Unidos em 1917. O escritório do J.P. Morgan em Nova York foi designado como o principal agente financeiro do governo britânico a partir de 1914, depois de um lobby bem-sucedido do embaixador britânico, Sir Cecil Spring Rice. O mesmo banco assumiria mais tarde um papel semelhante na França. O J.P. Morgan & Co. tornou-se o principal emissor de empréstimos para o governo francês, fornecendo o capital de investidores americanos, operando a partir de sua afiliada francesa Morgan, Harjes. As relações entre o Morgan e o governo francês ficaram tensas à medida que a guerra prosseguia sem fim à vista. A capacidade da França de tomar empréstimos de outras fontes diminuiu, levando a taxas de empréstimo mais altas e à depreciação do valor do franco. Após o fim da guerra, o J.P. Morgan & Co. continuou a ajudar financeiramente o governo francês por meio da estabilização monetária e do alívio da dívida.
Como os Estados Unidos ainda eram um Estado declaradamente neutro, as transações financeiras dos bancos americanos na Europa causaram muita discórdia entre Wall Street e o governo dos EUA. O secretário de Estado William Jennings Bryan se opôs estritamente ao apoio financeiro às nações beligerantes e queria proibir os empréstimos aos beligerantes em agosto de 1914. Ele disse ao presidente Wilson que "a recusa em emprestar a qualquer beligerante tenderia naturalmente a apressar a conclusão da guerra". A princípio, Wilson concordou, mas depois voltou atrás quando a França argumentou que, se era legal comprar mercadorias americanas, então era legal fazer créditos sobre a compra.
O J.P. Morgan emitiu empréstimos para a França, incluindo um em março de 1915 e, após negociações com a Comissão Financeira Anglo-Francesa, outro empréstimo conjunto para a Grã-Bretanha e a França em outubro de 1915, este último no valor de US$ 500 000 000. Embora a posição do governo dos EUA fosse de que interromper essa assistência financeira poderia apressar o fim da guerra e, portanto, salvar vidas, pouco foi feito para garantir a adesão à proibição de empréstimos, em parte devido à pressão dos governos aliados e dos interesses comerciais americanos.
O setor siderúrgico americano havia enfrentado dificuldades e lucros decrescentes durante a recessão de 1913-1914. No entanto, com o início da guerra na Europa, o aumento da demanda por ferramentas de guerra deu início a um período de maior produtividade que aliviou muitas empresas industriais dos EUA do ambiente de baixo crescimento da recessão. A Bethlehem Steel aproveitou especialmente o aumento da demanda por armamentos no exterior. Antes da entrada dos Estados Unidos na guerra, essas empresas se beneficiaram do comércio irrestrito com clientes soberanos no exterior. Depois que o presidente Wilson emitiu sua declaração de guerra, as empresas foram submetidas a controles de preços criados pela Comissão de Comércio dos EUA para garantir que as forças armadas americanas tivessem acesso aos armamentos necessários.
No final da guerra, em 1918, a Bethlehem Steel havia produzido 29,483 toneladas de produtos militares forjados e 31.751,465 toneladas de placas de blindagem, 498.952,608 toneladas de aço para projéteis e 20,1 milhões de cartuchos de munição de artilharia para a Grã-Bretanha e a França. A Bethlehem Steel aproveitou o mercado doméstico de armamentos e produziu 60% do armamento americano e 40% dos projéteis de artilharia usados na guerra. Mesmo com o controle de preços e uma margem de lucro menor sobre os produtos manufaturados, os lucros resultantes das vendas em tempo de guerra fizeram com que a empresa se tornasse a terceira maior empresa de manufatura do país. A Bethlehem Steel voltou a ser a principal fornecedora de armas para os Estados Unidos e outras potências aliadas em 1939.

### Opiniões das elites
Os historiadores dividem as opiniões dos líderes políticos, sociais e empresariais americanos em quatro grupos distintos - as correntes eram, em sua maioria, informais:
O primeiro deles era o Não-Intervencionista, um movimento antiguerra politicamente diverso e com afiliação frouxa que buscava manter os Estados Unidos totalmente fora do conflito. Os membros desse grupo tendiam a ver a guerra como um confronto entre as grandes potências imperialistas e militaristas da Europa, que eles consideravam corruptas e indignas de apoio. Outros eram pacifistas, que se opunham por motivos morais. Entre os líderes proeminentes estavam democratas como o ex-secretário de Estado William Jennings Bryan, o industrial Henry Ford e o editor William Randolph Hearst, republicanos como o senador Robert M. La Follette, de Wisconsin, e o senador George W. Norris, de Nebraska, e a ativista progressista Jane Addams.
Na extremidade mais à esquerda do espectro político, os socialistas, liderados por seu eterno candidato a presidente, Eugene V. Debs, e veteranos do movimento, como Victor L. Berger e Morris Hillquit, eram antimilitaristas ferrenhos. Eles se opunham a qualquer intervenção dos EUA, classificando o conflito como uma "guerra capitalista" à qual os trabalhadores americanos deveriam resistir. Entretanto, depois que os EUA entraram na guerra em abril de 1917, surgiu uma cisão entre a liderança do partido contra a guerra e uma facção pró-guerra de escritores e intelectuais socialistas liderados por John Spargo, William English Walling e E. Haldeman-Julius. Esse grupo fundou a rival Liga Social Democrata da América ("Social Democratic League of America") para promover o esforço de guerra entre seus colegas socialistas.
Em seguida, estavam os liberais-internacionalistas mais moderados. Esse grupo bipartidário apoiou com relutância a entrada dos Estados Unidos na guerra contra a Alemanha, com a meta pós-guerra de estabelecer instituições internacionais sólidas, projetadas para resolver pacificamente futuros conflitos entre nações e promover os valores democráticos liberais de forma mais ampla. Os pontos de vista dessa facção foram defendidos por grupos de interesse, como a League to Enforce Peace ("Liga para Impor a Paz"). Entre os adeptos estavam o presidente dos EUA, Woodrow Wilson, seu influente conselheiro Edward M. House, o ex-presidente William Howard Taft, o empresário e filantropo Edward Filene, o financista de Wall Street Bernard Baruch e o presidente da Universidade de Harvard, Abbott Lawrence Lowell.
Por fim, havia os atlanticistas. Inequivocamente pró-Aliados, esse grupo havia defendido a intervenção americana na guerra desde o naufrágio do Lusitania e também apoiou fortemente o Movimento de Prontidão ("Preparedness Movement"). Os proponentes também defendiam uma aliança duradoura com a Grã-Bretanha no pós-guerra, que consideravam vital para manter a segurança futura dos Estados Unidos. Entre os apoiadores do establishment anglófilo oriental, destacavam-se o ex-presidente Theodore Roosevelt, o major-general Leonard Wood, o advogado e diplomata Joseph Hodges Choate, o ex-secretário de guerra Henry Stimson, o advogado de Manhattan Paul D. Cravath e os senadores Henry Cabot Lodge, de Massachusetts, e Elihu Root, de Nova York.

## Opinião pública

### Partidos
Um fator surpreendente no desenvolvimento da opinião pública americana foi o pouco envolvimento dos partidos políticos. Em 1916, Wilson e os democratas fizeram campanha com o slogan "Ele nos manteve fora da guerra!", dizendo que uma vitória republicana significaria guerra com o México e a Alemanha. Sua posição provavelmente foi fundamental para conquistar os estados do Oeste. Charles Evans Hughes, o candidato do Partido Republicano, insistiu em minimizar a questão da guerra.
O Partido Socialista da América falava em paz. A retórica socialista declarou que o conflito europeu era "uma guerra imperialista", culpando o capitalismo pela guerra, e prometeu oposição total. "Uma baioneta", dizia sua propaganda, "era uma arma com um trabalhador em cada extremidade". No entanto, quando a guerra foi declarada, muitos socialistas, inclusive grande parte da liderança intelectual do partido, apoiaram a decisão e ficaram do lado dos esforços pró-Aliados. A maioria, liderada por Eugene V. Debs (candidato presidencial do partido de 1900 a 1912), permaneceu como oponente ideológico e obstinado. Muitos socialistas foram investigados pela Lei de Espionagem de 1917 e muitos suspeitos de traição foram presos, inclusive Debs. Isso só aumentaria o ressentimento dos socialistas e dos grupos antiguerra em relação ao governo americano.

### Trabalhadores, agricultores e afro-americanos

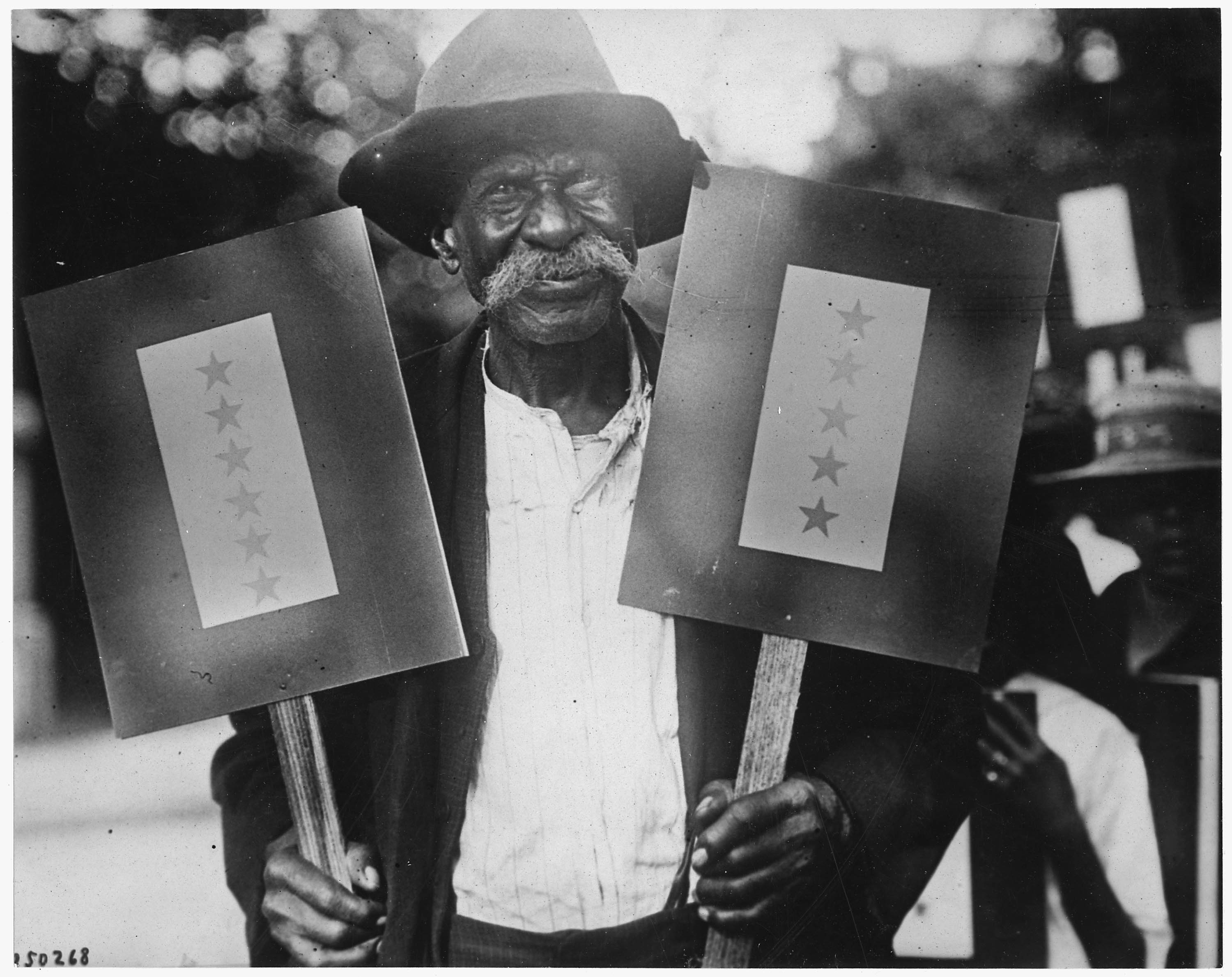
Ike Sims, de Atlanta, Geórgia, 87 anos, com onze filhos no serviço militar.

A classe trabalhadora estava relativamente quieta e tendia a se dividir em linhas étnicas. No início da guerra, nem os trabalhadores nem os fazendeiros se interessaram muito pelos debates sobre a preparação para a guerra. Samuel Gompers, líder do movimento trabalhista da Federação Americana do Trabalho (AFL), denunciou a guerra em 1914 como "antinatural, injustificada e profana", mas em 1916 ele estava apoiando o programa de preparação limitada de Wilson, contra as objeções dos ativistas sindicais socialistas. Em 1916, os sindicatos apoiaram Wilson em questões domésticas e ignoraram a questão da guerra.
No início, a guerra perturbou o mercado de algodão; a Marinha Real bloqueou os embarques para a Alemanha e os preços caíram de 11 centavos de dólar por libra-peso para apenas 4 centavos. Em 1916, no entanto, os britânicos decidiram aumentar o preço para 10 centavos para evitar perder o apoio do Sul. Os produtores de algodão passaram da neutralidade para a intervenção mais ou menos no mesmo ritmo que o resto da nação. Os agricultores do meio-oeste geralmente se opunham à guerra, especialmente os descendentes de alemães e escandinavos. O meio-oeste tornou-se o reduto do isolacionismo e outras áreas rurais remotas também não viam necessidade de guerra.
A comunidade afro-americana não adotou uma posição forte de um lado ou de outro. Um mês depois de o Congresso declarar guerra, W. E. B. Du Bois conclamou os afro-americanos a "lutar ombro a ombro com o mundo para conquistar um mundo onde a guerra não exista mais". Quando a guerra começou e os homens negros foram convocados, eles trabalharam para conquistar a igualdade. Muitos esperavam que a ajuda da comunidade nos esforços de guerra no exterior resultasse em direitos civis em casa (Ver: Veteranos afro-americanos linchados após a Primeira Guerra Mundial). Quando essas liberdades civis ainda não haviam sido concedidas, muitos afro-americanos se cansaram de esperar pelo reconhecimento de seus direitos como cidadãos americanos.

### Sul
Havia um forte elemento antiguerra entre os brancos pobres da zona rural do Sul e dos estados fronteiriços. Na zona rural do Missouri, por exemplo, a desconfiança em relação às poderosas influências orientais concentrava-se no risco de Wall Street levar os Estados Unidos à guerra. Em todo o Sul, os fazendeiros brancos pobres advertiam uns aos outros que "a guerra de um homem rico significava a luta de um homem pobre" e eles não desejavam isso para si. O sentimento antiguerra era mais forte entre os cristãos filiados às igrejas de Cristo, ao movimento Holiness e às igrejas pentecostais. O congressista James Hay, democrata da Virgínia, era o influente presidente do Comitê de Assuntos Militares da Câmara. Ele bloqueou repetidamente os esforços anteriores à guerra para modernizar e ampliar o exército. A preparação não era necessária porque os americanos já estavam seguros, insistiu ele em janeiro de 1915:
"Isolados como estamos, seguros em nossa vastidão, protegidos por uma grande marinha e possuidores de um exército suficiente para qualquer emergência que possa surgir, podemos desconsiderar as lamentações e previsões dos militaristas."
Os sulistas educados, urbanos e de classe média geralmente apoiavam a entrada na guerra e muitos trabalhavam em comitês de mobilização. Em contraste com isso, muitos brancos rurais do sul se opunham à entrada na guerra. As pessoas com mais educação formal eram mais favoráveis à entrada na guerra e as pessoas do sul com menos educação formal tinham maior probabilidade de se opor à entrada na guerra. As cartas enviadas aos jornais com erros ortográficos ou gramaticais eram, em sua maioria, cartas contrárias à entrada na guerra, enquanto as cartas sem erros ortográficos ou gramaticais eram, em sua maioria, cartas que apoiavam a entrada na guerra. Quando a guerra começou, o Texas e a Geórgia lideravam os estados do sul com voluntários. 1 404 do Texas, 1 397 da Geórgia, 538 da Louisiana, 532 do Tennessee, 470 do Alabama, 353 da Carolina do Norte, 316 da Flórida e 225 da Carolina do Sul. Todos os senadores do sul votaram a favor da entrada na guerra, exceto James K. Vardaman, do Mississippi. Por coincidência, algumas regiões do sul eram mais favoráveis à intervenção do que outras. A Geórgia forneceu o maior número de voluntários per capita de todos os estados da união antes do alistamento e tinha a maior quantidade de jornais pró-britânicos antes da entrada dos Estados Unidos na guerra. Havia cinco jornais concorrentes que cobriam a região do sudeste do estado da Geórgia, todos eles declaradamente anglófobos durante as décadas anteriores à guerra e durante as fases iniciais da guerra. Todos os cinco também destacaram as atrocidades alemãs durante o "estupro da Bélgica" e o assassinato de Edith Cavell. Outras revistas de distribuição nacional que eram pró-britânicas, como The Outlook e The Literary Digest, tiveram uma distribuição desproporcionalmente alta em todas as regiões do estado da Geórgia, bem como na região do norte do Alabama, na área em torno de Huntsville e Decatur (quando a guerra começou, havia 470 voluntários do estado do Alabama, dos quais mais de 400 eram da região de Huntsville-Decatur).
O apoio à entrada dos Estados Unidos na guerra também foi pronunciado na região central do Tennessee. Cartas para jornais que expressavam sentimentos pró-britânicos, antialemães ou pró-intervencionistas eram comuns. Entre outubro de 1914 e abril de 1917, as cartas sobre a guerra enviadas a jornais do Tennessee incluíam pelo menos um desses três sentimentos. Nos condados do Tennessee de Cheatham County, Robertson County, Sumner County, Wilson County, Rutherford County, Williamson County, Maury County, Marshall County, Bedford County, Coffee County e Cannon County, mais da metade das cartas continha todos esses três elementos. Na Carolina do Sul, havia apoio à entrada dos Estados Unidos na guerra. Lideradas pelo governador Richard I. Manning, as cidades de Greenville, Spartanburg e Columbia começaram a fazer lobby por centros de treinamento do exército em suas comunidades, por motivos econômicos e patrióticos, em preparação para a entrada dos Estados Unidos na guerra. Da mesma forma, Charleston havia retido um cargueiro alemão em 1914 e, quando a tripulação mínima do cargueiro tentou bloquear o porto de Charleston, todos foram presos e encarcerados. Daquele momento em diante, Charleston estava fervilhando com a "febre da guerra". 1915, 1916 e o início de 1917 foram anos em que Charleston e os condados costeiros da região baixa ao sul de Charleston foram tomados por um sentimento muito "pró-britânico e anti-alemão".

### Germano-americanos

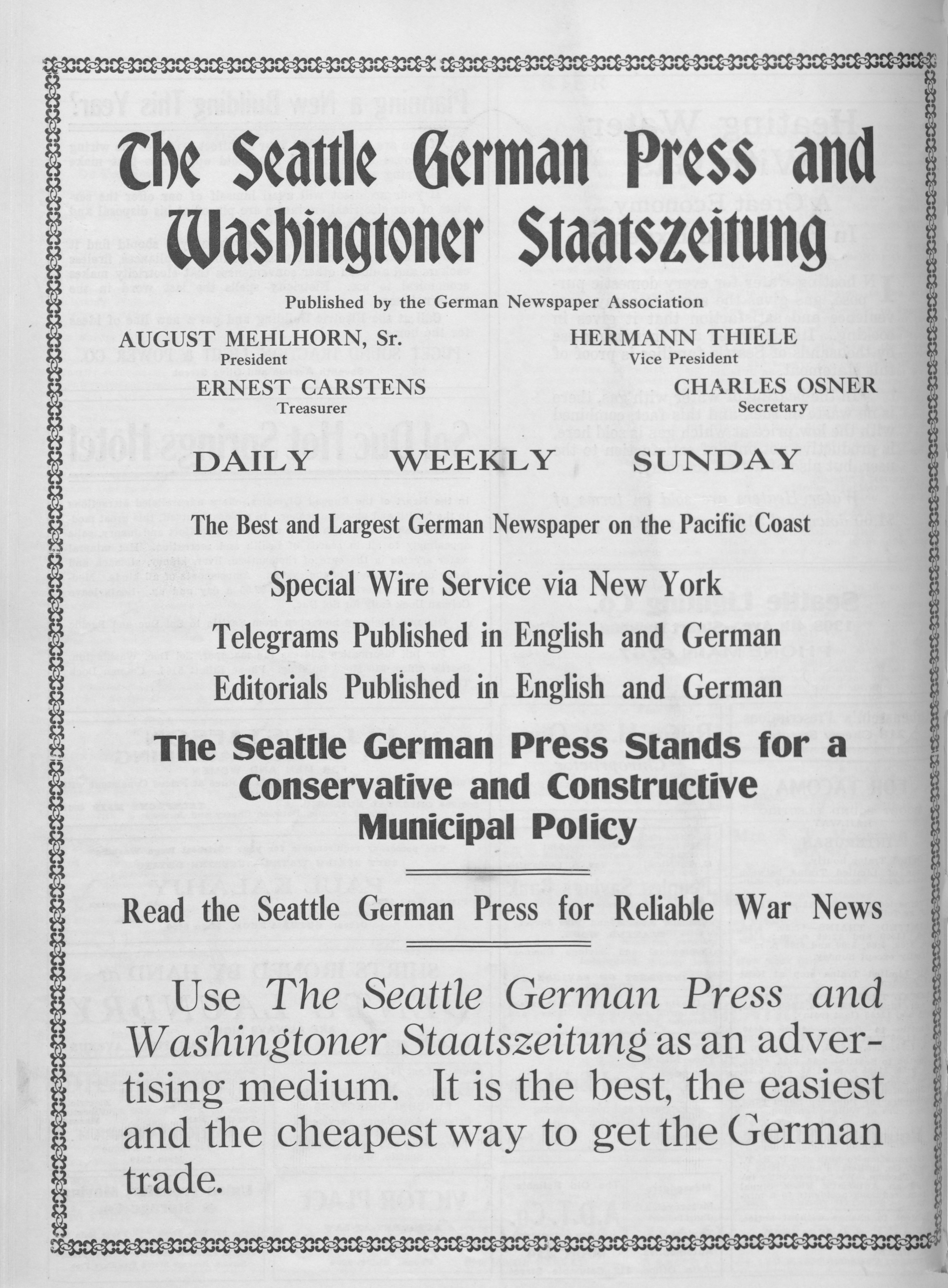
Um anúncio de página inteira na revista The Town Crier, de Seattle (7 de agosto de 1915), promove os dois jornais germano-americanos da cidade, um em inglês e outro em alemão, e promete "Notícias de Guerra Confiáveis".

Nessa época, os germano-americanos geralmente tinham laços fracos com a Alemanha. No entanto, eles temiam o tratamento negativo que poderiam receber se os Estados Unidos entrassem na guerra (esses maus-tratos já estavam acontecendo com cidadãos descendentes de alemães no Canadá e na Austrália). Quase nenhum deles pediu para intervir ao lado da Alemanha, em vez disso, pediram neutralidade e falaram sobre a superioridade da cultura alemã. No entanto, à medida que mais nações eram atraídas para o conflito, a imprensa de língua inglesa apoiava cada vez mais a Grã-Bretanha, enquanto a mídia germano-americana pedia neutralidade e também defendia a posição da Alemanha. Os alemães de Chicago trabalharam para garantir um embargo total a todas as remessas de armas para a Europa. Em 1916, grandes multidões na "Alemanha" de Chicago comemoraram o aniversário do Kaiser, algo que não haviam feito antes da guerra. No início de 1917, os germano-americanos ainda defendiam a neutralidade, mas proclamavam que, em caso de guerra, seriam leais aos Estados Unidos. A essa altura, eles haviam sido excluídos quase que totalmente do discurso nacional sobre o assunto. Os socialistas germano-americanos em Milwaukee, Wisconsin, fizeram campanha ativa contra a entrada na guerra.

### Igrejas cristãs e pacifistas
Os líderes da maioria dos grupos religiosos (exceto os episcopais) tendiam ao pacifismo, assim como os líderes do movimento feminino. Os metodistas e os quakers, entre outros, eram oponentes veementes da guerra. O Presidente Wilson, que era um presbiteriano devoto, muitas vezes enquadrava a guerra em termos de bem e mal em um apelo para o apoio religioso à guerra.
Um esforço conjunto foi feito pelos pacifistas, incluindo Jane Addams, Oswald Garrison Villard, David Starr Jordan, Henry Ford, Lillian Wald e Carrie Chapman Catt. O objetivo deles era incentivar os esforços de Wilson para mediar o fim da guerra, levando os beligerantes à mesa de conferência. Finalmente, em 1917, Wilson convenceu alguns deles de que, para serem realmente contra a guerra, precisavam apoiar o que ele prometeu que seria "uma guerra para acabar com todas as guerras".
Depois que a guerra foi declarada, as denominações mais liberais, que haviam endossado o Evangelho Social, pediram uma guerra pela justiça que ajudaria a elevar toda a humanidade. O tema - um aspecto do excepcionalismo americano - era que Deus havia escolhido os Estados Unidos como sua ferramenta para levar a redenção ao mundo.
Os bispos católicos americanos mantiveram um silêncio geral em relação à questão da intervenção. Milhões de católicos viviam em ambos os campos de guerra, e os americanos católicos tendiam a se dividir em linhas étnicas em suas opiniões sobre o envolvimento americano na guerra. Naquela época, as vilas e cidades fortemente católicas do leste e do meio-oeste geralmente tinham várias paróquias, cada uma atendendo a um único grupo étnico, como irlandeses, alemães, italianos, poloneses ou ingleses. Os católicos americanos de ascendência irlandesa e alemã eram os que mais se opunham à intervenção. O Papa Bento XV fez várias tentativas de negociar a paz. Todos os seus esforços foram rejeitados pelos Aliados e pelos alemães e, durante toda a guerra, o Vaticano manteve uma política de estrita neutralidade.

### Judeu-americanos
Em 1914-1916, havia poucos judeus-americanos a favor da entrada dos Estados Unidos na guerra. A cidade de Nova York, com sua comunidade judaica de 1,5 milhão de pessoas, era um centro de ativismo contra a guerra, grande parte organizada por sindicatos que estavam principalmente na esquerda política e, portanto, se opunham a uma guerra que consideravam uma batalha entre várias grandes potências.
Algumas comunidades judaicas trabalharam em conjunto durante os anos de guerra para fornecer ajuda às comunidades judaicas do Leste Europeu que foram dizimadas pelos combates, pela fome e pelas políticas de terra arrasada dos exércitos russo e austro-alemão.
O que mais preocupava os judeus americanos era o governo czarista da Rússia, devido à sua tolerância com os pogroms e à suposta adoção de políticas antissemitas. Conforme relatou o historiador Joseph Rappaport em seu estudo da imprensa iídiche durante a guerra, "o pró-germanismo dos judeus imigrantes americanos foi uma consequência inevitável de sua russofobia". No entanto, depois que a Revolução de Fevereiro de 1917 levou à transformação da Rússia em república, um grande obstáculo foi removido para os judeus que se recusaram a apoiar a entrada dos Estados Unidos na guerra ao lado da Rússia. O recrutamento ocorreu sem problemas na cidade de Nova York e a oposição da esquerda à guerra foi em grande parte eliminada quando os sionistas viram a possibilidade de usar a guerra para exigir um Estado de Israel.

### Irlandês-americanos
Os oponentes domésticos mais eficazes da guerra foram os católicos irlandês-americanos. Muitos tinham pouco interesse no continente. Apesar da tradicional hostilidade em relação ao Reino Unido e ao Império Britânico, alguns irlandês-americanos adotaram uma postura mais neutra em relação à questão de ajudar a Entente por conta da Lei do Governo da Irlanda de 1914 (" Government of Ireland Act 1914"), recentemente aprovada, que permitia o governo irlandês. Entretanto, a lei foi suspensa até o fim da guerra. John Redmond e o Partido Parlamentar Irlandês (IPP) declararam que os voluntários irlandeses deveriam apoiar primeiro os esforços de guerra pró-Aliados dos Estados Unidos; seus oponentes políticos argumentaram que não era o momento de apoiar a Grã-Bretanha em sua tentativa de "fortalecer e expandir seu império". Os ataques ao IPP e à imprensa pró-Aliados mostraram uma firme convicção de que uma vitória alemã aceleraria a conquista de um Estado irlandês independente. No entanto, em vez de propor uma intervenção em favor dos alemães, os líderes e as organizações irlandesas americanas se concentraram em exigir a neutralidade americana. O contato cada vez maior entre os nacionalistas irlandeses militantes e os agentes alemães nos Estados Unidos apenas alimentou as preocupações sobre a principal lealdade dos irlandês-americanos.
Apesar disso, cerca de 1.000 americanos nascidos na Irlanda morreram lutando com as forças armadas dos EUA na Primeira Guerra Mundial. A Revolta da Páscoa em Dublin, em abril de 1916, foi derrotada em uma semana e seus líderes foram executados por fuzilamento. Tanto a grande imprensa irlandesa quanto a americana trataram a revolta como tola e mal orientada, juntando-se mais tarde à imprensa britânica na suspeita de que ela foi criada e planejada em grande parte pelos alemães. A opinião pública em geral permaneceu fielmente pró-Entente.
Em muitas das principais cidades americanas, os irlandês-americanos dominavam o Partido Democrata, forçando Woodrow Wilson a levar em conta seus pontos de vista políticos. Os esforços políticos irlandês-americanos influenciaram os Estados Unidos a definir seus próprios objetivos na guerra, separados dos objetivos de seus aliados, que eram principalmente (entre outros objetivos) a autodeterminação das várias nações e grupos étnicos da Europa. Wilson garantiu que promoveria a independência da Irlanda após a guerra, o que ajudou a garantir o apoio às suas políticas de guerra. No entanto, após o término da guerra, Wilson renegou a promessa, decepcionando muitos irlandês-americanos. Embora fosse um defensor ideológico da autodeterminação em geral, Wilson via a situação irlandesa puramente como um assunto interno do Reino Unido e não percebia a disputa e a agitação na Irlanda como algo semelhante ao que estava sendo enfrentado por várias outras nacionalidades na Europa como resultado da Primeira Guerra Mundial.

### Imigrantes pró-Aliados
Alguns imigrantes britânicos trabalharam ativamente pela intervenção. Samuel Insull, nascido em Londres, o principal industrial de Chicago, por exemplo, forneceu com entusiasmo dinheiro, propaganda e meios para que os voluntários entrassem nos exércitos britânico e canadense. Após a entrada dos Estados Unidos, Insull dirigiu o Conselho de Defesa do Estado de Illinois, com a responsabilidade de organizar a mobilização do estado.
Os imigrantes do leste europeu geralmente se preocupavam mais com a política em sua terra natal do que com a política nos Estados Unidos. Os porta-vozes dos imigrantes eslavos esperavam que a vitória dos Aliados trouxesse a independência para suas pátrias. Um grande número de imigrantes húngaros, liberais e nacionalistas, que buscavam uma Hungria independente, separada do Império Austro-Húngaro, fizeram lobby a favor da guerra e se aliaram à parcela atlantista ou anglófila da população. Essa comunidade era, em grande parte, pró-britânica e antialemã. Os albanês-americanos de comunidades como Boston também fizeram campanha a favor da entrada na guerra e eram, em sua esmagadora maioria, pró-britânicos e antialemães, além de esperançosos de que a guerra levaria a uma Albânia independente, livre do Império Otomano. O estado de Wisconsin tinha a distinção de ser o estado mais isolacionista devido ao grande número de germano-americanos, socialistas, pacifistas e outros presentes no estado; no entanto, a exceção a isso eram bolsões dentro do estado, como a cidade de Green Bay. Green Bay tinha um grande número de imigrantes pró-Aliados, incluindo a maior comunidade de imigrantes belgas de todo o país e, por esse motivo, o sentimento antialemão e o sentimento pró-guerra eram significativamente maiores em Green Bay do que no país como um todo. Havia uma grande comunidade sérvio-americana no Alasca que também era entusiasticamente a favor da entrada dos Estados Unidos na Primeira Guerra Mundial. No caso do Alasca, que na época era um território, milhares de imigrantes sérvios e sérvio-americanos se voluntariaram cedo para se alistar no exército dos Estados Unidos logo após a declaração de guerra, depois que a comunidade já havia se manifestado abertamente a favor da entrada dos Estados Unidos na guerra. Durante a Primeira Guerra Mundial, muitos sérvio-americanos se ofereceram como voluntários para lutar no exterior, sendo que milhares vieram do Alasca.

### Pacifismo popular

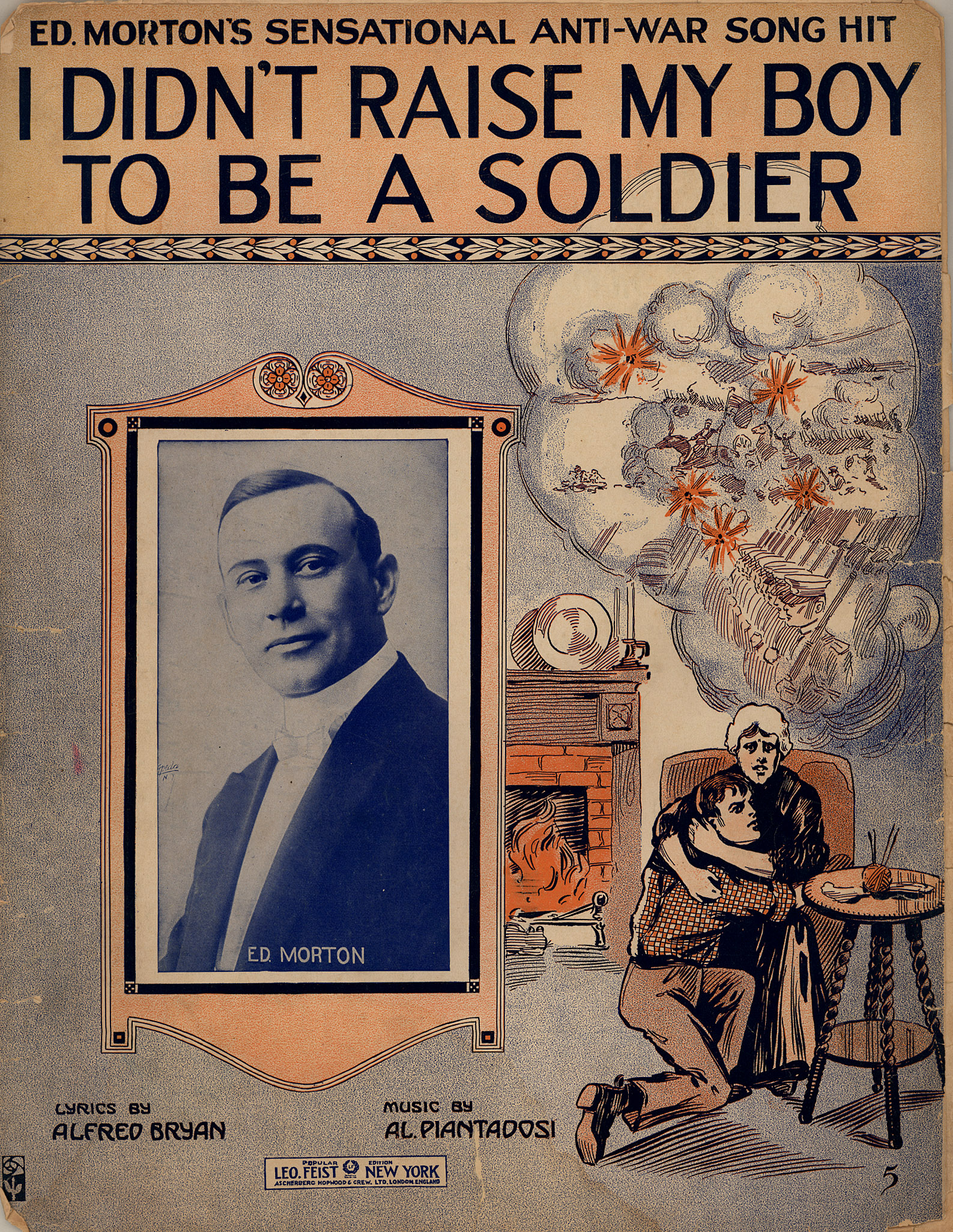
A música "I Didn't Raise My Boy To Be A Soldier" foi um sucesso em 1915, vendendo 650.000 cópias. Sua expressão do sentimento pacifista popular "ajudou a tornar o movimento pacifista uma realidade política difícil e quantificável a ser considerada".

Henry Ford apoiou a causa pacifista patrocinando uma missão de paz privada em grande escala, com vários ativistas e intelectuais a bordo do "Peace Ship" ("Navio da Paz", o transatlântico Oscar II). Ford fretou o navio em 1915 e convidou ativistas pacifistas de destaque para se reunirem com líderes de ambos os lados da Europa. Ele esperava criar publicidade suficiente para levar as nações beligerantes a convocar uma conferência de paz e mediar o fim da guerra. A missão foi amplamente ridicularizada pela imprensa, que escreveu sobre o "Ship of Fools" ("Navio dos Tolos"). Brigas internas entre os ativistas, zombarias do contingente de imprensa a bordo e um surto de gripe prejudicaram a viagem. Quatro dias depois que o navio chegou à Noruega neutra, Ford, sitiado e fisicamente doente, abandonou a missão e retornou aos Estados Unidos. Ele havia demonstrado que pequenos esforços independentes não conseguiriam mudanças.

### Agentes alemães
Em 24 de julho de 1915, o adido comercial da embaixada alemã, Heinrich Albert, deixou sua pasta em um trem na cidade de Nova York, onde um agente alerta do Serviço Secreto, Frank Burke, a pegou. Wilson permitiu que os jornais publicassem o conteúdo, o que indicava um esforço sistemático de Berlim para subsidiar jornais amigos e bloquear as compras britânicas de materiais de guerra. O principal agente de espionagem de Berlim, Franz Rintelen von Kleist, estava gastando milhões para financiar sabotagens no Canadá, provocar problemas entre os Estados Unidos e o México e incitar greves trabalhistas. A Alemanha assumiu a culpa à medida que os americanos ficavam cada vez mais preocupados com a vulnerabilidade de uma sociedade livre à subversão. De fato, um dos principais temores dos americanos de todas as estações em 1916-1919 era que espiões e sabotadores estivessem por toda parte. Esse sentimento desempenhou um papel importante no despertar do medo da Alemanha e das suspeitas em relação a todos os descendentes de alemães que não pudessem "provar" 100% de lealdade.

## Movimento Prontidão
Em 1915, os norte-americanos estavam prestando muito mais atenção à guerra. O naufrágio do Lusitania teve um forte efeito na opinião pública devido à morte de civis. Naquele ano, surgiu um forte movimento de "Prontidão", cujos defensores argumentavam que os Estados Unidos precisavam construir imediatamente forças navais e terrestres fortes para fins defensivos; uma suposição tácita era de que os Estados Unidos lutariam mais cedo ou mais tarde. O General Leonard Wood (ainda na ativa depois de servir como chefe do estado-maior do exército), o ex-presidente Theodore Roosevelt e os ex-secretários de guerra Elihu Root e Henry Stimson foram as forças motrizes por trás do movimento, juntamente com muitos dos banqueiros, industriais, advogados e descendentes de famílias proeminentes do país. Surgiu um establishment de política externa "atlantista", um grupo de estadunidenses influentes, formado principalmente por advogados de classe alta, banqueiros, acadêmicos e políticos do nordeste, comprometidos com uma vertente do internacionalismo anglófilo. O representante era Paul D. Cravath, um dos mais importantes advogados de empresas de Nova York. Para Cravath, o conflito serviu como uma epifania, despertando um interesse em assuntos internacionais que dominou o restante de sua carreira. Ferozmente anglófilo, ele apoiou a intervenção americana na guerra e esperava que a estreita cooperação anglo-americana fosse o princípio orientador da organização internacional do pós-guerra.

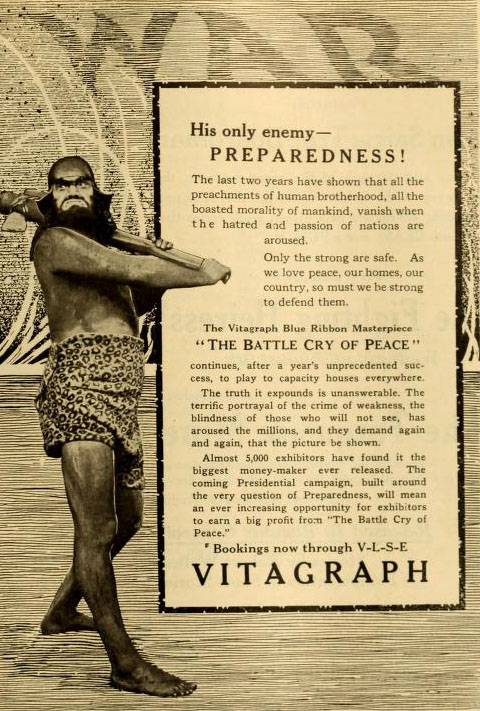
Propaganda do filme The Battle Cry of Peace.

O Movimento Prontidão tinha uma filosofia "realista" dos assuntos mundiais - eles acreditavam que a força econômica e a força militar eram mais decisivas do que as cruzadas idealistas focadas em causas como democracia e autodeterminação nacional. Enfatizando repetidamente o estado fraco das defesas nacionais, eles mostraram que o exército americano de 100.000 homens, mesmo aumentado por 112.000 guardas nacionais, era superado em 20 para 1 pelo exército alemão, que era formado por uma população menor. Da mesma forma, em 1915, as forças armadas da Grã-Bretanha e seu Império, França, Rússia, Áustria-Hungria, Império Otomano, Itália, Bulgária, Romênia, Sérvia, Bélgica, Japão e Grécia eram todas maiores e mais experientes do que as forças armadas dos Estados Unidos, em muitos casos de forma significativa.
Para eles, reforma significava UMT (em inglês) ou "treinamento militar universal". Eles propuseram um programa de serviço nacional no qual os 600.000 homens que completassem 18 anos todos os anos seriam obrigados a passar seis meses em treinamento militar e, depois, seriam designados para unidades de reserva. O pequeno exército regular seria principalmente uma agência de treinamento.
Os antimilitaristas reclamaram que o plano faria com que os Estados Unidos se assemelhassem à Alemanha (que exigia dois anos de serviço ativo). Os defensores do plano responderam que o "serviço" militar era um dever essencial da cidadania e que, sem a semelhança proporcionada por esse serviço, a nação se dividiria em grupos étnicos antagônicos. Um porta-voz prometeu que a UMT se tornaria "um verdadeiro crisol de raças, sob o qual o fogo é quente o suficiente para fundir os elementos em uma massa comum de americanismo". Além disso, eles prometeram que a disciplina e o treinamento resultariam em uma força de trabalho mais bem remunerada. A hostilidade ao serviço militar era grande na época, e o programa não conseguiu obter aprovação. Na Segunda Guerra Mundial, quando Stimson, como secretário de guerra, propôs um programa semelhante de serviço universal em tempo de paz, ele foi derrotado.
Para enfatizar seu compromisso, o movimento montou e financiou seus próprios campos de treinamento de verão em Plattsburgh, Nova York, e em outros locais, onde 40 000 ex-alunos de faculdades se tornaram fisicamente aptos, aprenderam a marchar e a atirar e, por fim, formaram um corpo de oficiais. As sugestões dos sindicatos de que jovens talentosos da classe trabalhadora fossem convidados para Plattsburgh foram ignoradas. O Movimento Prontidão estava distante não apenas das classes trabalhadoras, mas também da liderança da classe média da maioria das pequenas cidades americanas. Ele tinha pouca utilidade para a Guarda Nacional, que era vista como politizada, localista, mal armada, mal treinada, muito inclinada a cruzadas idealistas (como contra a Espanha em 1898) e com pouca compreensão dos assuntos mundiais. A Guarda Nacional, por outro lado, estava firmemente enraizada na política estadual e local, com representação de uma seção transversal muito ampla da sociedade americana. A guarda era uma das poucas instituições do país que (em alguns estados do norte) aceitava os negros em pé de igualdade.
O Partido Democrata via o Movimento Prontidão como uma ameaça. Roosevelt, Root e Wood eram possíveis candidatos republicanos à presidência. Mais sutilmente, os democratas tinham raízes no localismo que valorizava a Guarda Nacional, e os eleitores eram hostis aos ricos e poderosos em primeiro lugar. Trabalhando com os democratas que controlavam o Congresso, Wilson conseguiu desviar as forças de preparação. Os líderes do exército e da marinha foram forçados a testemunhar perante o Congresso que as forças armadas do país estavam em excelente forma.
Nem o exército nem a marinha estavam em forma para a guerra. A marinha tinha bons navios, mas Wilson os estava usando para ameaçar o México, e a prontidão da frota havia sido prejudicada. As tripulações do Texas e do New York, os dois maiores e mais novos navios de guerra, nunca haviam disparado um canhão, e o moral dos marinheiros estava baixo. Além disso, a marinha estava em menor número e com menos armas do que as marinhas britânica e alemã. Não estava fazendo nenhum estudo sobre guerra de trincheiras, gás venenoso, artilharia pesada ou tanques e não estava familiarizada com a rápida evolução da guerra aérea. Os democratas no Congresso tentaram cortar o orçamento militar em 1915. O movimento explorou com eficácia a onda de indignação com o Lusitania em maio de 1915, forçando os democratas a prometer algumas melhorias nas forças militares e navais. Wilson, menos temeroso em relação à marinha, adotou um programa de construção de longo prazo projetado para tornar a frota igual à Marinha Real até meados da década de 1920, embora isso não fosse alcançado até a Segunda Guerra Mundial. Os almirantes eram mahanianos e, portanto, queriam uma frota de superfície de navios de guerra pesados incomparáveis, ou seja, igual à Grã-Bretanha. Os fatos da guerra submarina (que exigia contratorpedeiros, não navios de guerra) e as possibilidades de uma guerra iminente com a Alemanha (ou com a Grã-Bretanha, por exemplo) foram ignorados.

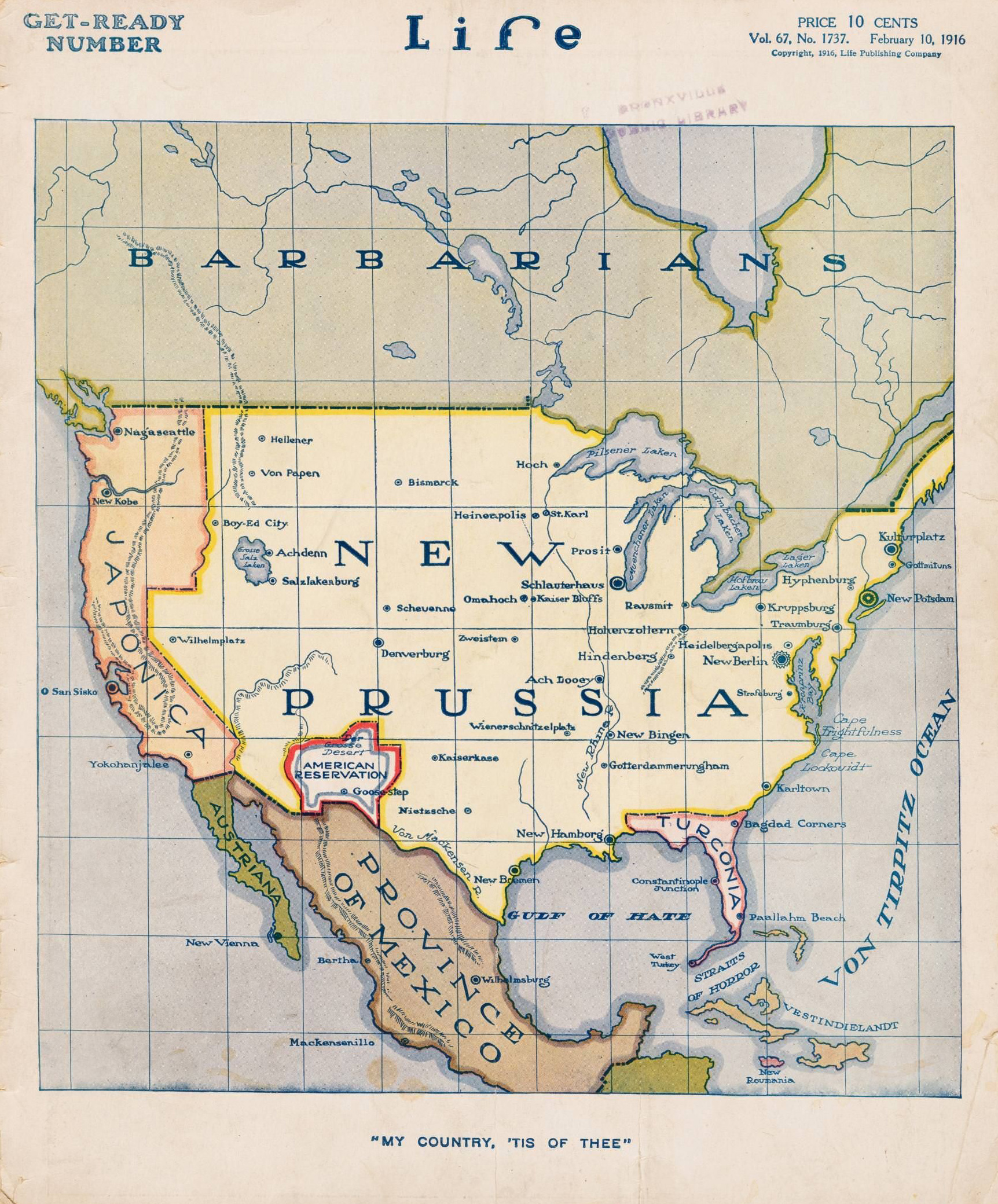
Partição hipotética dos Estados Unidos pelas Potências Centrais que apareceu na capa da Life em 1916.

O programa de Wilson para o exército provocou animações. O secretário de guerra Lindley Garrison adotou muitas das propostas dos líderes do Movimento Prontidão, especialmente a ênfase em uma grande reserva federal e o abandono da Guarda Nacional. As propostas de Garrison não só revoltaram os políticos localistas de ambos os partidos, como também ofenderam uma crença muito forte compartilhada pela ala liberal do movimento progressista. Eles achavam que a guerra sempre tinha uma motivação econômica oculta. Especificamente, eles advertiram que os principais fomentadores de guerra eram os banqueiros de Nova York (como J. P. Morgan) com milhões em risco, fabricantes de munição lucrativos (como a Bethlehem Steel, que fabricava armaduras, e a DuPont, que fabricava pólvora) e industriais não especificados em busca de mercados globais para controlar. Esses interesses especiais eram poderosos demais, especialmente, observou o senador La Follette, na ala conservadora do Partido Republicano. 
O plano de Garrison desencadeou a mais feroz batalha da história em tempos de paz sobre a relação entre o planejamento militar e os objetivos nacionais. Em tempos de paz, os arsenais do Departamento de Guerra e os estaleiros da marinha fabricavam quase todas as munições que não tinham uso civil, inclusive navios de guerra, artilharia, armas navais e projéteis. Os itens disponíveis no mercado civil, como alimentos, cavalos, selas, carroças e uniformes, eram sempre comprados de empreiteiras civis. As placas de blindagem (e, depois de 1918, os aviões) foram uma exceção que causou uma controvérsia incessante durante um século. Após a Segunda Guerra Mundial, os arsenais e os estaleiros da marinha eram muito menos importantes do que as grandes empresas civis de aeronaves e eletrônicos, que se tornaram a segunda metade do "complexo militar-industrial". Líderes pacifistas como Jane Addams, da Hull House, e David Starr Jordan, de Stanford, redobraram seus esforços e agora se voltaram contra o presidente porque ele estava "plantando as sementes do militarismo, criando uma casta militar e naval". Muitos ministros, professores, porta-vozes de fazendas e líderes sindicais se juntaram a eles, com o forte apoio de Claude Kitchin e seu grupo de quatro dúzias de democratas sulistas no Congresso, que assumiram o controle do Comitê de Assuntos Militares da Câmara ("House Military Affairs Committee.").
Woodrow Wilson, com sérios problemas, levou sua causa ao povo em uma grande turnê de palestras no início de 1916, um aquecimento para sua campanha de reeleição no outono. Wilson parece ter conquistado a classe média, mas teve pouco impacto sobre as classes trabalhadoras, em grande parte étnicas, e os fazendeiros profundamente isolacionistas. O Congresso ainda se recusava a ceder, de modo que Wilson substituiu Garrison como secretário de guerra por Newton Baker, o prefeito democrata de Cleveland e um franco oponente da prontidão (Garrison manteve-se calado, mas achava que Wilson era "um homem de grandes ideais, mas sem princípios"). O resultado foi um compromisso aprovado em maio de 1916, enquanto a guerra continuava e Berlim debatia se os Estados Unidos eram tão fracos que poderiam ser ignorados. O exército deveria dobrar de tamanho para 11 300 oficiais e 208 000 homens, sem reserva, e uma Guarda Nacional que seria ampliada em cinco anos para 440 000 homens. Foram autorizados acampamentos de verão no modelo de Plattsburg para os novos oficiais, e o governo recebeu US$ 20 milhões para construir sua própria fábrica de nitrato. Os partidários da prontidão estavam abatidos, os antiguerra estavam exultantes: os Estados Unidos agora estariam fracos demais para entrar em guerra.
A Câmara também destruiu os planos navais de Wilson, derrotando um plano de "grande marinha" por 189 a 183 e destruindo os navios de guerra. No entanto, chegou a notícia da grande batalha marítima entre a Grã-Bretanha e a Alemanha, a Batalha da Jutlândia. A batalha foi usada pelos navalistas para defender a primazia do poder marítimo; eles então assumiram o controle do Senado, romperam a coalizão da Câmara e autorizaram um rápido aumento de três anos em todas as classes de navios de guerra. Um novo sistema de armas, a aviação naval, recebeu US$ 3,5 milhões, e o governo foi autorizado a construir sua própria fábrica de placas de blindagem. A fraqueza do poder militar americano incentivou Berlim a iniciar seus ataques submarinos irrestritos em 1917. Ela sabia que isso significava guerra com os Estados Unidos, mas podia desconsiderar o risco imediato porque o Exército dos EUA era pequeno e os novos navios de guerra não estariam no mar até 1919, quando ela acreditava que a guerra já teria terminado, com a Alemanha vitoriosa. O argumento de que os armamentos levavam à guerra foi invertido: a maioria dos americanos passou a temer que o fato de não terem se armado em 1916 tornava mais provável a agressão contra os EUA.

### Tamanho das forças armadas
Os Estados Unidos permaneceram distantes da corrida armamentista na qual as potências europeias se envolveram durante as décadas que antecederam a guerra. O exército americano contava com pouco mais de 100 000 soldados na ativa em 1916. Naquela época, os exércitos francês, britânico, russo e alemão já haviam travado batalhas em que mais de 10 000 homens foram mortos em um dia e travado campanhas em que o total de baixas ultrapassou 200 000. Os estadunidenses sentiam uma necessidade crescente de um exército que pudesse impor respeito. Como disse um editor: "A melhor coisa de um grande exército e de uma marinha forte é que eles facilitam muito dizer exatamente o que queremos dizer em nossa correspondência diplomática". Até então, Berlim havia recuado e se desculpado quando Washington estava irritada, aumentando assim a autoconfiança americana. Os direitos e a honra dos Estados Unidos foram ficando cada vez mais em evidência. O slogan "Paz" deu lugar a "Paz com Honra". No entanto, o exército continuou impopular. Um recrutador em Indianapolis observou que "as pessoas daqui não têm a atitude correta em relação à vida no exército como uma carreira e, se um homem se alista daqui, muitas vezes ele tenta sair sem fazer barulho". O Movimento Prontidão usou seu fácil acesso à mídia de massa para demonstrar que o Departamento de Guerra não tinha planos, equipamentos, pouco treinamento, nenhuma reserva, uma Guarda Nacional risível e uma organização totalmente inadequada para a guerra. Em uma época em que os generais europeus dirigiam exércitos de campo que contavam com vários corpos, em frentes de combate que se estendiam por dezenas ou centenas de quilômetros, nenhum oficial general americano na ativa havia comandado mais do que uma divisão. Filmes como The Battle Cry of Peace (1915) retratavam invasões da pátria americana que exigiam ação.

### Marinha
A prontidão e a capacidade da marinha dos EUA eram motivo de controvérsia. A imprensa da época informou que a única coisa para a qual os militares estavam preparados era para uma frota inimiga que tentasse tomar o porto de Nova York - em um momento em que a frota de batalha alemã estava encurralada pela Marinha Real. O secretário da marinha, Josephus Daniels, era um jornalista com tendências pacifistas e havia ampliado os recursos educacionais da marinha e transformado o Colégio de Guerra Naval em Newport, Rhode Island, em uma experiência essencial para os aspirantes a almirantes. No entanto, ele alienou o corpo de oficiais com suas reformas moralistas. Daniels, como jornalista, conhecia o valor da publicidade. Em 1915, ele criou o Naval Consulting Board ("Conselho Consultivo Naval"), chefiado por Thomas Edison, para obter a consultoria e a experiência dos principais cientistas, engenheiros e industriais. Ele popularizou a tecnologia, a expansão naval e a preparação militar, e foi bem coberto pela mídia. Mas, de acordo com Coletta, ele ignorou as necessidades estratégicas da nação e, desprezando o conselho de seus especialistas, Daniels suspendeu as reuniões do Conselho Conjunto do exército e da marinha por dois anos porque estava dando conselhos indesejáveis, cortou pela metade as recomendações do Conselho Geral para novos navios, reduziu a autoridade dos oficiais nos estaleiros da marinha, onde os navios eram construídos e reparados, e ignorou o caos administrativo em seu departamento. 
Em 1914, Bradley Fiske, um dos almirantes mais inovadores da história naval americana, era o principal assessor de Daniels. Ele recomendou uma reorganização que preparasse para a guerra, mas Daniels recusou. Em vez disso, ele substituiu Fiske em 1915 e trouxe para o novo cargo de chefe de operações navais um capitão desconhecido, William Benson. Escolhido por sua obediência, Benson provou ser um burocrata astuto que estava mais interessado em preparar a marinha dos EUA para a possibilidade de um eventual confronto com a Grã-Bretanha do que para um confronto imediato com a Alemanha. Benson disse a Sims que "lutaria tanto contra os britânicos quanto contra os alemães". As propostas de envio de observadores à Europa foram bloqueadas, deixando a marinha no escuro sobre o sucesso da campanha submarina alemã. O almirante William Sims acusou, após a guerra, que em abril de 1917, apenas 10% dos navios de guerra da marinha estavam totalmente tripulados; os demais não tinham 43% de seus marinheiros. O número de navios antissubmarinos leves era pequeno. O único plano de guerra da marinha, o "Plano Negro" ("Back Plan"") presumia que a Marinha Real não existia e que os navios de guerra alemães estavam se movendo livremente pelo Atlântico e pelo Caribe e ameaçando o Canal do Panamá. O mandato de Daniels teria sido ainda menos bem-sucedido se não fossem os esforços enérgicos do secretário adjunto Franklin D. Roosevelt, que efetivamente dirigiu o Departamento. Seu biógrafo mais recente conclui que "é verdade que Daniels não preparou a marinha para a guerra que ela teria que lutar".

## Decisão de guerra

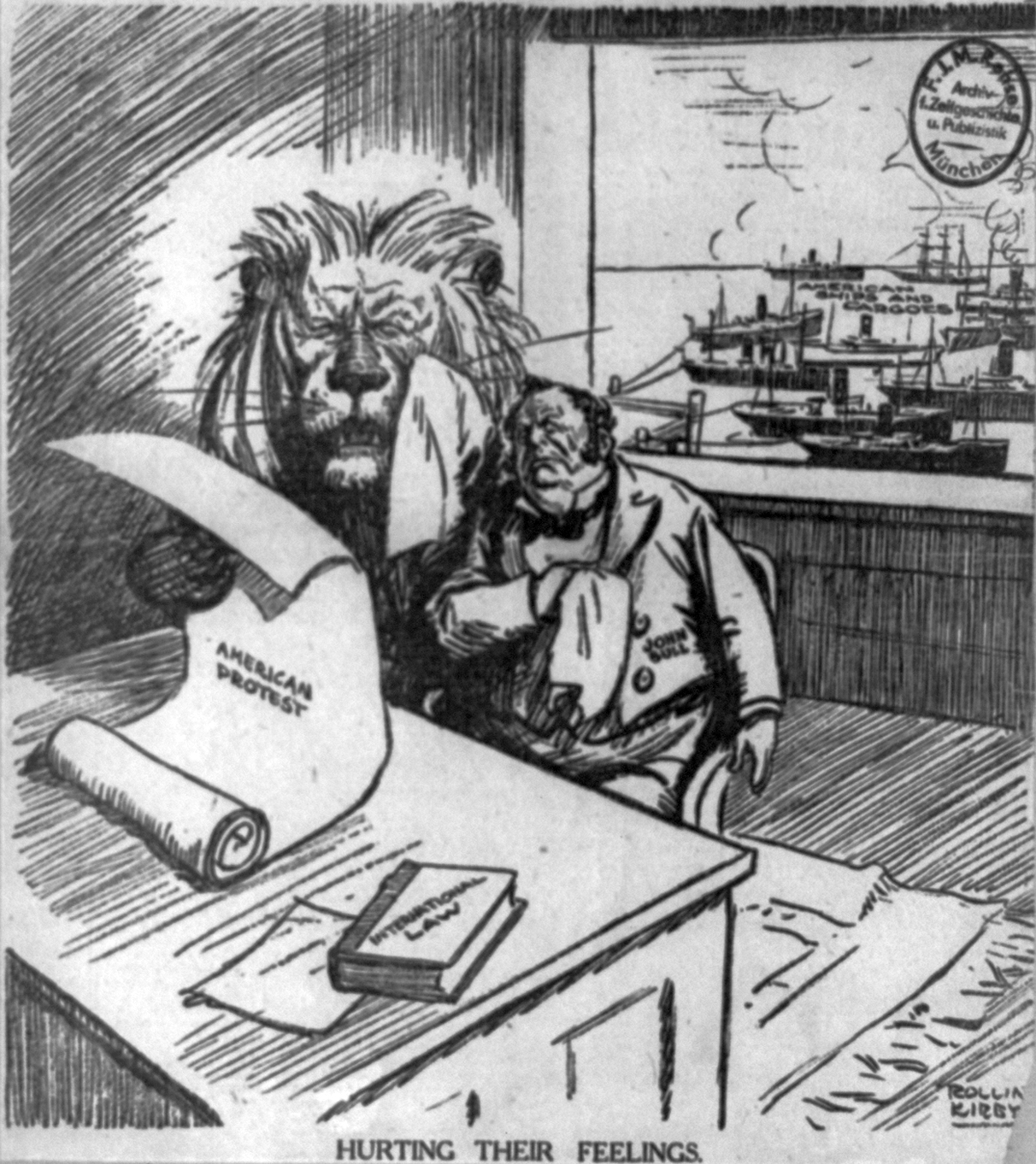
Hurting Their Feelings ("Ferindo seus sentimentos"): Caricatura política de 9 de novembro de 1915, mostra o leão britânico e John Bull lendo um jornal sobre os protestos americanos contra a guerra e chorando, enquanto navios e cargas americanos aparecem no porto atrás deles.

Em 1916, um novo fator estava surgindo: um senso de interesse próprio nacional e o nacionalismo americano. Os inacreditáveis números de baixas na Europa eram preocupantes - duas grandes batalhas causaram mais de um milhão de baixas cada. Claramente, essa guerra seria um episódio decisivo na história do mundo. Todos os esforços para encontrar uma solução pacífica foram frustrados.

### Tomada de decisões
Kendrick Clements afirma que a tomada de decisões burocráticas foi uma das principais fontes que levaram os Estados Unidos a declarar guerra à Alemanha e a se alinhar com os Aliados. Ele cita a exigência do Departamento de Estado de que os submarinos alemães obedecessem às leis de navegação ultrapassadas do século XVIII como um dos primeiros passos em falso da burocracia dos Estados Unidos em relação à guerra. Ao fazer isso, os Estados Unidos deram à Alemanha a opção de entrar ou não na guerra. O secretário de Estado William Jennings Bryan passou a maior parte do outono de 1914 fora de contato com o Departamento de Estado, deixando o mais conservador Robert Lansing com a capacidade de moldar a política externa estadunidense na época. Uma dessas decisões foi tomada em resposta aos protestos britânicos de que os alemães estavam usando as torres de rádio dos EUA para enviar mensagens aos seus navios de guerra. Imediatamente antes do início da guerra em 1914, a Grã-Bretanha havia cortado todas as comunicações por cabo que saíam da Alemanha, inclusive o cabo transatlântico. O governo dos EUA permitiu que as embaixadas alemãs usassem as linhas de cabo dos EUA para negócios diplomáticos "apropriados". A Alemanha argumentou que o uso das torres era necessário para permitir um contato eficiente entre os EUA e a Alemanha. Lansing respondeu exigindo que ambos os lados fornecessem à marinha dos EUA cópias das mensagens enviadas pelas torres. Os franceses e os britânicos ainda podiam usar os cabos, garantindo que a Alemanha fosse o único beligerante obrigado a fornecer suas mensagens aos EUA. Essa e outras decisões aparentemente pequenas tomadas por Lansing durante esse período acabariam se acumulando, mudando o apoio americano para os Aliados.

### Telegrama Zimmermann

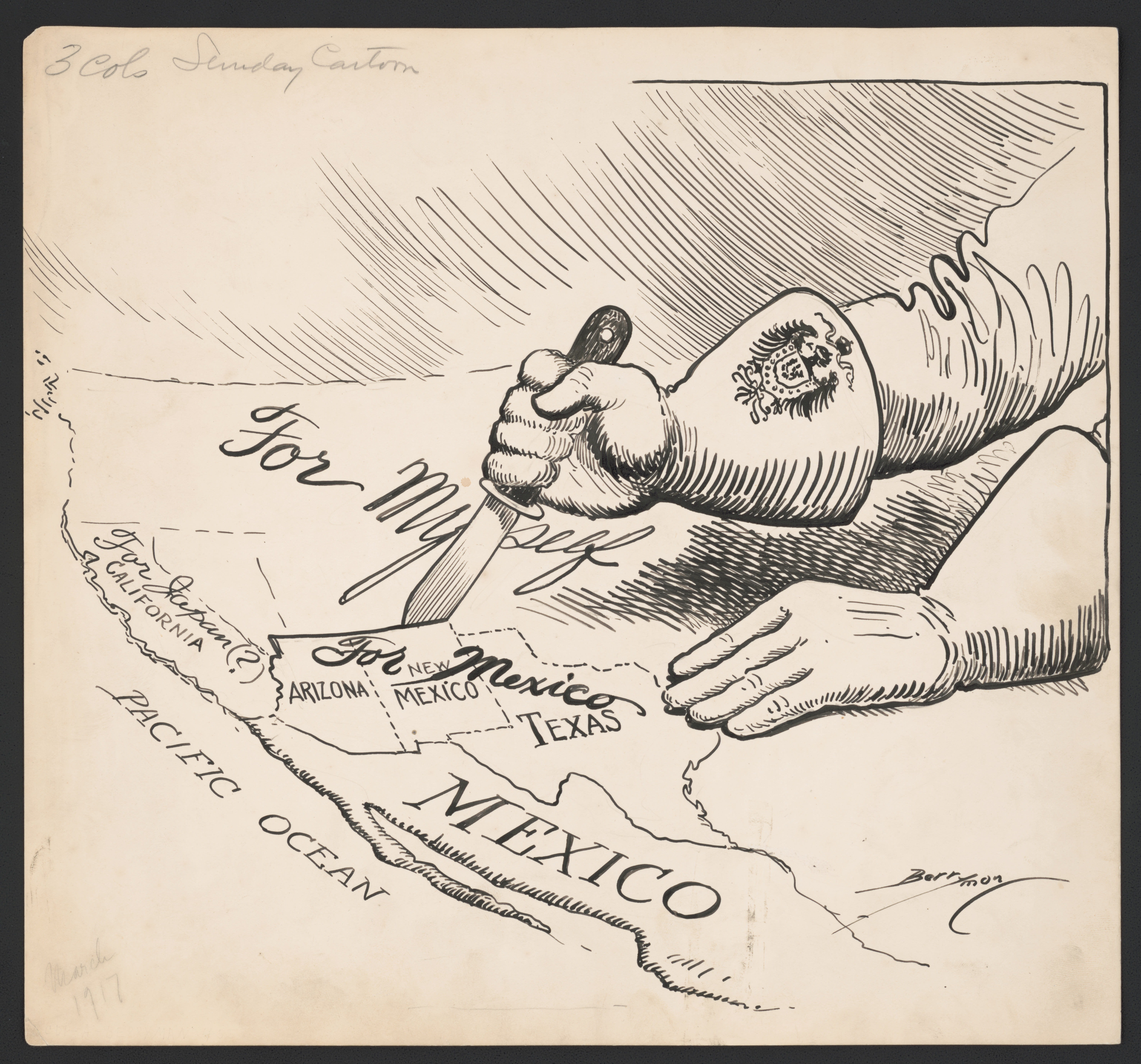
Caricatura política de 1917 sobre o Telegrama Zimmermann.

Depois que a Alemanha decidiu pela guerra submarina irrestrita, em janeiro de 1917, ela tentou conseguir novos aliados, especialmente o México. Arthur Zimmermann, o ministro das Relações Exteriores da Alemanha, enviou o Telegrama Zimmermann ao México em 16 de janeiro de 1917. Zimmermann convidou o México (sabendo de seu ressentimento em relação aos Estados Unidos desde a Cessão Mexicana de 1848) a participar de uma guerra contra os Estados Unidos se os Estados Unidos declarassem guerra à Alemanha. A Alemanha prometeu pagar pelos custos do México e ajudá-lo a recuperar o território anexado à força pelos Estados Unidos em 1848. Esses territórios incluíam os atuais estados da Califórnia, Nevada, Utah, a maior parte do Arizona, cerca de metade do Novo México e um quarto do Colorado. A inteligência britânica interceptou e decodificou o telegrama e o passou para o governo Wilson. A Casa Branca o divulgaria para a imprensa em 1º de março. A indignação aumentou quando os alemães começaram a afundar navios americanos, mesmo quando os isolacionistas no Senado lançaram uma obstrução para bloquear a legislação que armaria os navios mercantes americanos para se defenderem.

### Afundamento de navios mercantes americanos
No início de 1917, o Kaiser Wilhelm II forçou a questão. Sua decisão declarada em 31 de janeiro de 1917 de atacar navios neutros em uma zona de guerra designada tornou-se a causa imediata da entrada dos Estados Unidos na guerra. Os alemães afundaram dez navios mercantes americanos de 3 de fevereiro de 1917 a 4 de abril de 1917, embora as notícias sobre a escuna Marguerite só tenham chegado depois que Wilson assinou a declaração de guerra. A opinião pública indignada agora apoiava Wilson fortemente quando ele solicitou ao Congresso uma declaração de guerra em 2 de abril de 1917. Ela foi aprovada por uma sessão conjunta (não apenas pelo Senado) em 6 de abril de 1917, e Wilson a assinou na tarde seguinte.
| Navio           | Tipo         | Data            | Vítimas norte-americanas | Total de vítimas | Local                     | Proprietário                | Afundado por             |
| --------------- | ------------ | --------------- | ------------------------ | ---------------- | ------------------------- | --------------------------- | ------------------------ |
| Housatonic      | Cargueiro    | 3 de fevereiro  | 0                        | 0                | Ao largo das Ilhas Scilly | Housatonic Co.              | U-53 Hans Rose           |
| Lyman M. Law    | Escuna       | 12 de fevereiro | 0                        | 0                | Ao largo da Sardenha      | George A. Cardine Syndicate | U-35 Von Arnauld         |
| Algonquin       | Cargueiro    | 12 de março     | 0                        | 0                | Ao largo das Ilhas Scilly | American Star Line          | U-62 Ernst Hashagen      |
| Vigilancia      | Cargueiro    | 16 de março     | 6                        | 15               | Ao largo de Plymouth      | Gaston, Williams & Wigmore  | U-70 Otto Wunsch         |
| City of Memphis | Cargueiro    | 17 de março     | 0                        | 0                | Ao largo da Irlanda       | Ocean Steamship Company     | UC-66 Herbert Pustkuchen |
| Illinois        | Navio-tanque | 17 de março     | 0                        | 0                | Ao largo de Alderney      | Texaco                      | UC-21 R. Saltzwedel      |
| Healdton        | Navio-tanque | 21 de março     | 7                        | 21               | Ao largo da Holanda       | Standard Oil                | Mina                     |
| Aztec           | Cargueiro    | 1 de abril      | 11                       | 28               | Ao largo de Brest         | Oriental Navigation         | U-46 Leo Hillebrand      |
| Marguerite      | Escuna       | 4 de abril      | 0                        | 0                | Ao largo da Sardenha      | William Chase               | U-35 Von Arnauld         |
| Missourian      | Cargueiro    | 4 de abril      | 0                        | 0                | Mar Mediterrâneo          | American-Hawaiian Line      | U-52 Hans Walther        |

## Opinião pública, moralismo e interesse nacional

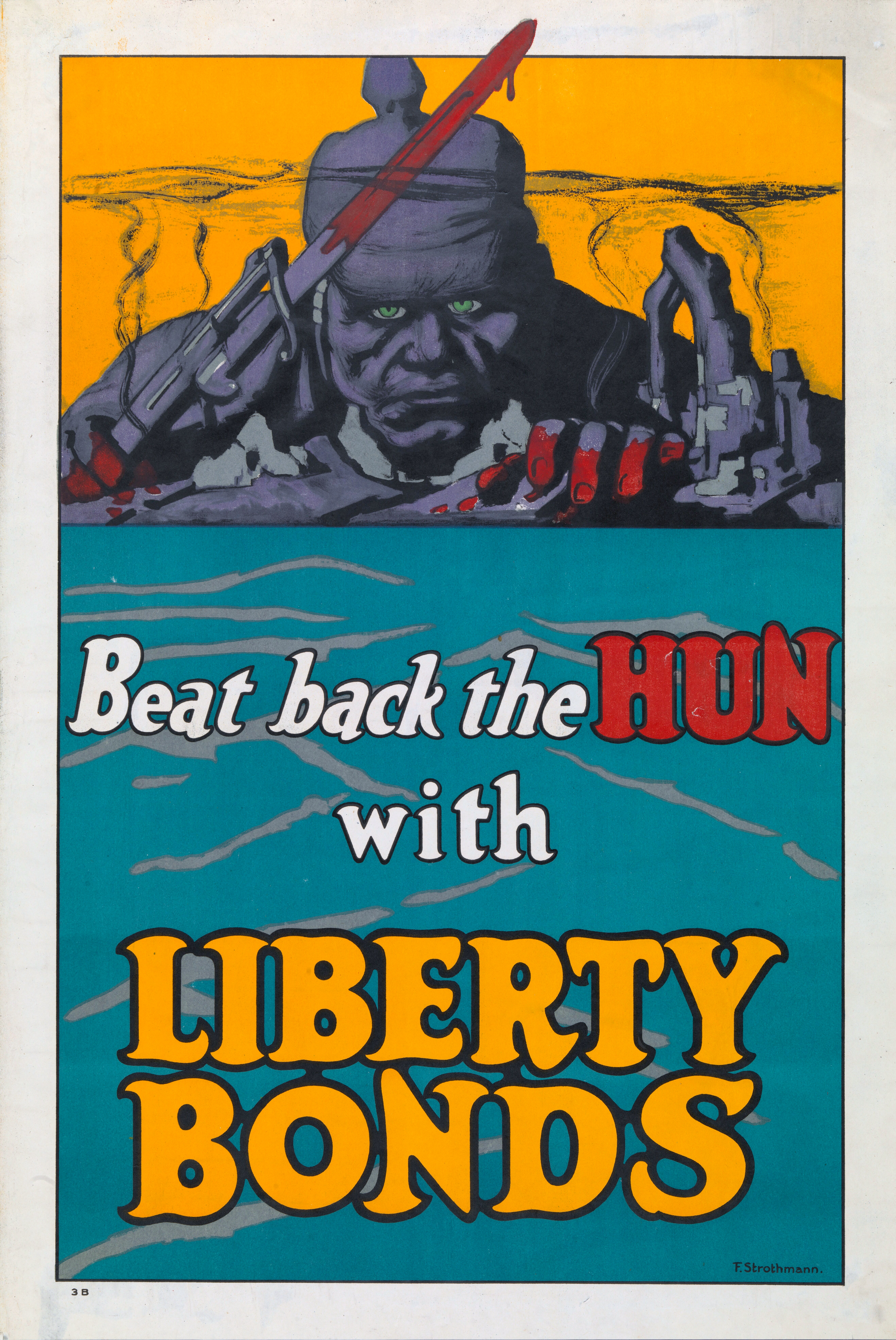
Depois que a guerra foi declarada, os pôsteres de títulos de guerra retrataram negativamente a Alemanha.

Historiadores como Ernest R. May abordaram o processo de entrada dos Estados Unidos na guerra como um estudo sobre como a opinião pública mudou radicalmente em um período de três anos. Em 1914, a maioria dos norte-americanos defendia a neutralidade, pois via a guerra como um erro e estava determinada a ficar de fora. Em 1917, o público tinha a mesma convicção de que entrar na guerra era necessário e sensato. Os líderes militares tinham pouco a dizer durante esse debate, e as considerações militares raramente eram levantadas. As questões decisivas diziam respeito à moralidade e às visões do futuro. A atitude predominante era a de que os Estados Unidos possuíam uma posição moral superior como a única grande nação dedicada aos princípios da liberdade e da democracia. Mantendo-se distante das disputas dos impérios reacionários, os Estados Unidos poderiam preservar esses ideais e, mais cedo ou mais tarde, o resto do mundo passaria a apreciá-los e adotá-los. Em 1917, esse programa de longo prazo enfrentou o grave perigo de que, no curto prazo, forças poderosas adversas à democracia e à liberdade triunfassem. O forte apoio ao moralismo veio de líderes religiosos, de mulheres (lideradas por Jane Addams) e de figuras públicas como o líder democrata de longa data William Jennings Bryan, secretário de Estado de 1913 a 1916. O moralista mais importante de todos foi o Presidente Woodrow Wilson - o homem que dominou a tomada de decisões de forma tão absoluta que a guerra foi rotulada, do ponto de vista americano, como a "Guerra de Wilson".

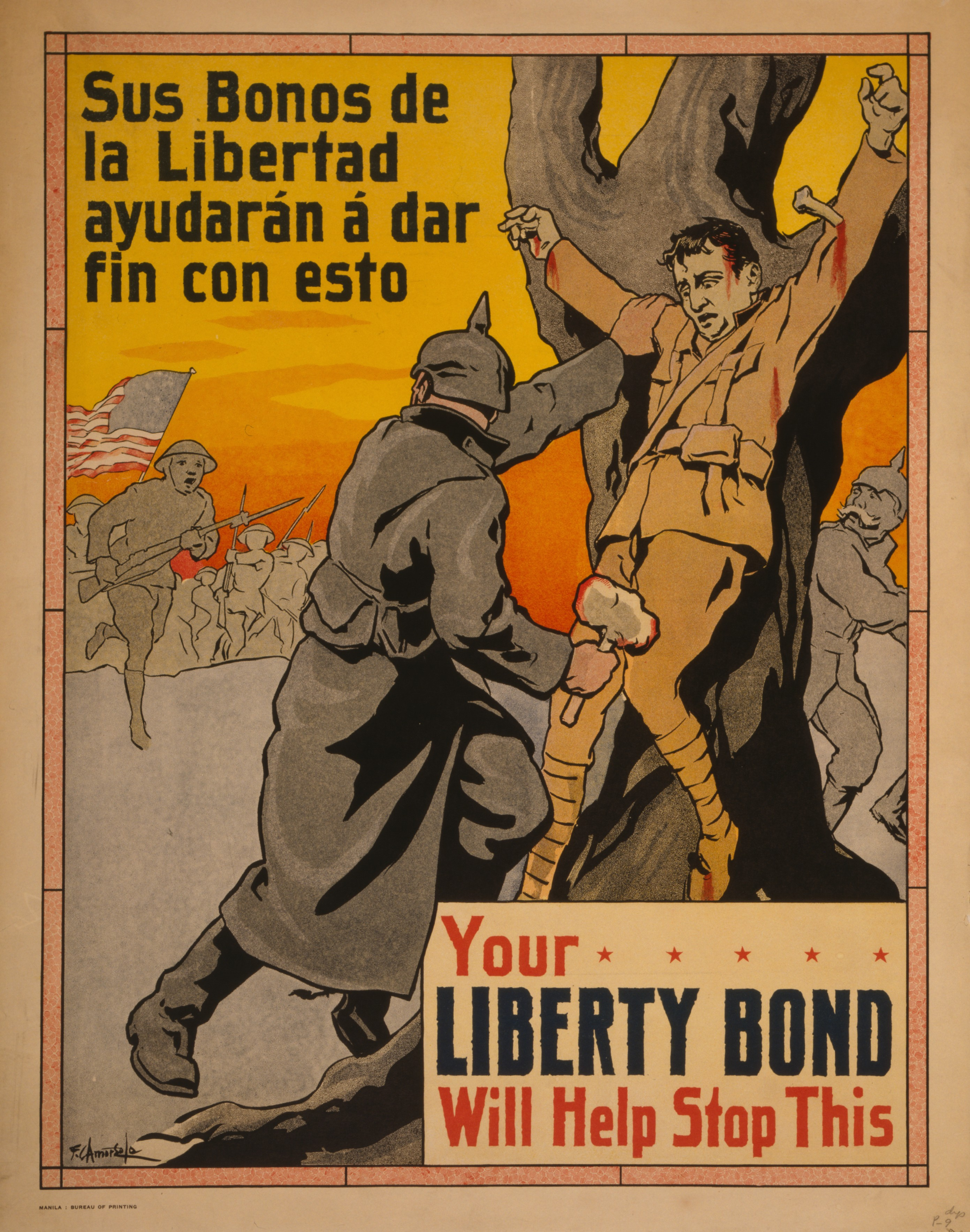
Pôster mostrando soldados alemães pregando um homem em uma árvore, enquanto soldados americanos o resgatam, 1917.

Em 1917, Wilson conquistou o apoio da maioria dos moralistas ao proclamar "uma guerra para tornar o mundo seguro para a democracia". Se eles realmente acreditavam em seus ideais, explicou ele, agora era o momento de lutar. Parte dessa atitude foi mobilizada pelo "Espírito de 1917", que evocou o "Espírito de 76".
Os ativistas antiguerra da época e da década de 1930 alegavam que, sob o verniz do moralismo e do idealismo, devia haver motivos ocultos. Alguns sugeriam uma conspiração por parte dos banqueiros da cidade de Nova York que detinham US$ 3 bilhões em empréstimos de guerra para os Aliados, ou de empresas siderúrgicas e químicas que vendiam munições para os Aliados. A interpretação era popular entre os progressistas de esquerda (liderados pelo senador Robert La Follette, de Wisconsin) e entre a ala "agrária" do Partido Democrata - inclusive o presidente do Comitê de Meios e Modos da Câmara, que redigia os impostos. Ele se opôs veementemente à guerra e, quando ela chegou, reescreveu as leis tributárias para garantir que os ricos pagassem mais. (Na década de 1930, leis de neutralidade foram aprovadas para evitar que envolvimentos financeiros arrastassem a nação para uma guerra). Em 1915, Bryan achava que os sentimentos pró-britânicos de Wilson haviam influenciado indevidamente suas políticas e, por isso, tornou-se o primeiro secretário de Estado a renunciar em protesto.
No entanto, o historiador Harold C. Syrett demonstrou que as empresas em geral apoiavam a neutralidade. Outros historiadores afirmam que o elemento pró-guerra não era motivado pelo lucro, mas pelo desgosto com o que a Alemanha de fato fez, especialmente na Bélgica, e a ameaça que representava aos ideais americanos. A Bélgica manteve a simpatia do público enquanto os alemães executavam civis e a enfermeira inglesa Edith Cavell. O engenheiro americano Herbert Hoover liderou um esforço de ajuda privada que obteve amplo apoio. Além das atrocidades cometidas na Bélgica, havia novas armas que os americanos consideravam repugnantes, como o gás venenoso e o bombardeio aéreo de civis inocentes enquanto os Zeppelins lançavam bombas em Londres. Nem mesmo os porta-vozes contrários à guerra afirmaram que a Alemanha era inocente, e os roteiros pró-alemães foram mal recebidos.
Randolph Bourne criticou a filosofia moralista, alegando que era uma justificativa das elites intelectuais e poderosas norte-americanas, como o presidente Wilson, para entrar em guerra desnecessariamente. Ele argumenta que o impulso para a guerra começou com o Movimento Prontidão, impulsionado pelas grandes empresas. Embora as grandes empresas não tenham ido muito além desse movimento, beneficiando-se mais com a neutralidade, o movimento acabaria evoluindo para um grito de guerra, liderado por intelectuais guerreiros sob o pretexto de moralismo. Bourne acredita que as elites sabiam  o que implicaria entrar em uma guerra e o preço em vidas americanas que isso custaria. Se as elites americanas pudessem retratar o papel dos Estados Unidos na guerra como nobre, poderiam convencer o público americano, geralmente isolacionista, de que a guerra seria aceitável.
Acima de tudo, as atitudes norte-americanas em relação à Alemanha se concentraram nos U-boats (submarinos), que afundaram o Lusitania em 1915 e outros navios de passageiros "sem aviso". Isso pareceu aos estadunidenses um desafio inaceitável aos direitos dos Estados Unidos como país neutro e uma afronta imperdoável à humanidade. Após repetidos protestos diplomáticos, a Alemanha concordou em parar. Mas em 1917, a liderança militar alemã decidiu que a "necessidade militar" ditava o uso irrestrito de seus submarinos. Os conselheiros do Kaiser achavam que os Estados Unidos eram extremamente poderosos economicamente, mas muito fracos militarmente para fazer a diferença.
Vinte anos após o término da Primeira Guerra Mundial, 70% dos americanos entrevistados acreditavam que a participação dos Estados Unidos na guerra havia sido um erro.

## Declaração de guerra

### Alemanha
Em 2 de abril de 1917, Wilson pediu a uma sessão especial conjunta do Congresso que declarasse guerra ao Império Alemão, declarando: "Não temos fins egoístas a servir". Para fazer com que o conflito parecesse uma ideia melhor, ele pintou o conflito de forma idealista, declarando que a guerra "tornaria o mundo seguro para a democracia" e, mais tarde, que seria uma "guerra para acabar com a guerra". Os Estados Unidos tinham a responsabilidade moral de entrar na guerra, proclamou Wilson. O futuro do mundo estava sendo determinado no campo de batalha, e o interesse nacional norte-americano exigia uma voz. A definição de Wilson sobre a situação foi amplamente aclamada e, de fato, moldou o papel dos Estados Unidos nos assuntos mundiais e militares desde então. Wilson acreditava que, se as Potências Centrais ganhassem, as consequências seriam ruins para os Estados Unidos. A Alemanha teria dominado o continente e talvez ganhasse o controle dos mares também. A América Latina poderia ter caído sob o controle de Berlim. O sonho de disseminar a democracia, o liberalismo e a independência teria sido destruído. Por outro lado, se os Aliados tivessem vencido sem ajuda, havia o perigo de que eles "dividissem o mundo" sem levar em conta os interesses comerciais americanos. Eles já estavam planejando usar subsídios governamentais, barreiras tarifárias e mercados controlados para combater a concorrência dos empresários americanos. A solução era uma terceira via, uma "paz sem vitória", de acordo com Wilson.
Em 6 de abril de 1917, o Congresso declarou guerra. No Senado, a resolução foi aprovada por 82 votos a 6, com os votos contrários dos senadores Harry Lane, William J. Stone, James Vardaman, Asle Gronna, Robert M. La Follette, Sr. e George W. Norris. Na Câmara, a declaração foi aprovada por 373 votos a 50, com Claude Kitchin, um democrata sênior da Carolina do Norte, notadamente se opondo a ela. Outra oponente foi Jeannette Rankin, a primeira mulher no Congresso. Quase toda a oposição veio do Oeste e do Meio-Oeste.

### Áustria-Hungria
O Senado dos Estados Unidos, em uma votação de 74 a 0, declarou guerra à Áustria-Hungria em 7 de dezembro de 1917, citando o rompimento das relações diplomáticas da Áustria-Hungria com os Estados Unidos, seu uso de guerra submarina irrestrita e sua aliança com a Alemanha. A declaração foi aprovada na Câmara dos Representantes dos Estados Unidos por uma votação de 365 a 1.
O Presidente Wilson também sofreu pressão do Senador Henry Cabot Lodge e do ex-presidente Theodore Roosevelt, que exigiram uma declaração de guerra contra o Império Otomano e a Bulgária, aliados da Alemanha. O presidente Wilson redigiu uma declaração ao Congresso em dezembro de 1917 que dizia: "Eu... recomendo que o Congresso declare imediatamente os Estados Unidos em estado de guerra contra a Áustria-Hungria, a Turquia e a Bulgária". Entretanto, após mais consultas, a decisão de entrar em guerra contra os outros aliados da Alemanha foi adiada.